# Sint-Laurentius buiten de Muren
De Basiliek van Sint-Laurentius buiten de Muren (Italiaans: San Lorenzo fuori le Mura, Latijn: Basilica sancti Laurentii extra muros) is een van de zeven pelgrimskerken van Rome. De kerk is toegewijd aan de heilige Laurentius van Rome, een van de vroegchristelijke martelaren. Ze ligt naast het belangrijke kerkhof Campo Verano, en wordt dan ook vaak San Lorenzo al Verano genoemd.  

## Geschiedenis
De kerk werd gebouwd in de nabijheid van het graf van de heilige Laurentius. Deze christelijke diaken werd in 258 in Rome ter dood gebracht onder het bewind van keizer Valerianus, en zou door de christene Cyriaca begraven zijn in de catacomben die waren aangelegd nabij de Via Tiburtina en naar deze vrouw Catacomben van Cyriaca worden genoemd.  
De eerste kerk op deze plaats werd gebouwd in de vierde eeuw, misschien ten tijde van keizer Constantijn. De huidige basiliek bestaat uit twee delen uit verschillende periodes. Eerst bouwde paus Pelagius II omstreeks 580 de kerk waarvan de ingang naar het oosten was gericht en die nu het achterste, hoger gelegen gedeelte met het priesterkoor vormt. In 1216 liet paus Honorius III de basiliek vergroten: hij verlengde haar naar het westen toe en verplaatste de ingang naar die zijde, waarmee hij de oriëntering van het geheel 180 graden draaide. Tegelijk verloor de 6de-eeuwse basiliek haar apsis, en werd het verhoogde middenschip ervan het priesterkoor van de nieuwe basiliek. Beide gedeelten van de basiliek werden in de loop der eeuwen meermaals verbouwd en gerestaureerd. 
Op 19 juli 1943 werd de basiliek zwaar beschadigd bij het eerste bombardement dat de geallieerden in de Tweede Wereldoorlog uitvoerden op de stad Rome. De bommen waren vooral bedoeld voor het nabijgelegen goederenstation Scalo di San Lorenzo, maar maakten ook veel slachtoffers en schade in de woonwijk Quartiere San Lorenzo. Eén bom trof de basiliek: vooral het voorportaal, de gevel, het dak en het bovenste deel van de muren van het middenschip werden zwaar beschadigd. Daarmee is ze een van de weinige historische gebouwen in Rome die erg te lijden hadden onder oorlogsgeweld. Spoedig na de oorlog werd de basiliek hersteld, waarbij zo veel mogelijk gebruik werd gemaakt van het originele materiaal. Reeds in 1948 was de restauratie voltooid.   

## Beschrijving

### Exterieur
De gevel wordt voorafgegaan door een portiek, afgesloten met zes antieke zuilen met spiraalvormige cannelures en fraai bewerkte Ionische kapitelen. Daarboven loopt een 13de-eeuws mozaïekfries, toegeschreven aan Vassalletto. Hierop staan onder andere paus Honorius III en het Lam Gods afgebeeld. De marmeren architraaf erboven is versierd met acanthusbladeren en bloemenmotieven, en heeft spuiers in de vorm van leeuwenkoppen.
De gevel was oorspronkelijk bekleed met mozaïek, maar dat deel van de basiliek ging verloren bij het bombardement van 1943.
De klokkentoren rechts van de kerk dateert uit de 12de eeuw, en werd gerestaureerd in de 14de eeuw.
Onder de portiek bevinden zich:
- twee romaanse leeuwen aan de ingang van de basiliek;
- enkele antieke sarcofagen; bekend is vooral de "sarcofaag van de druivenoogst" uit de 5de of 6de eeuw; deze bevindt zich tegen de gevel, links van de ingang van de basiliek;
- links het grafmonument van Alcide de Gasperi (werk van Giacomo Manzù), de eerste president van de Italiaanse republiek, overleden in 1954;
- 13de-eeuwse fresco's van heiligenlevens (gerestaureerd na het bombardement); de scènes tegen de gevel stellen het leven en de marteldood van de heilige Laurentius voor.

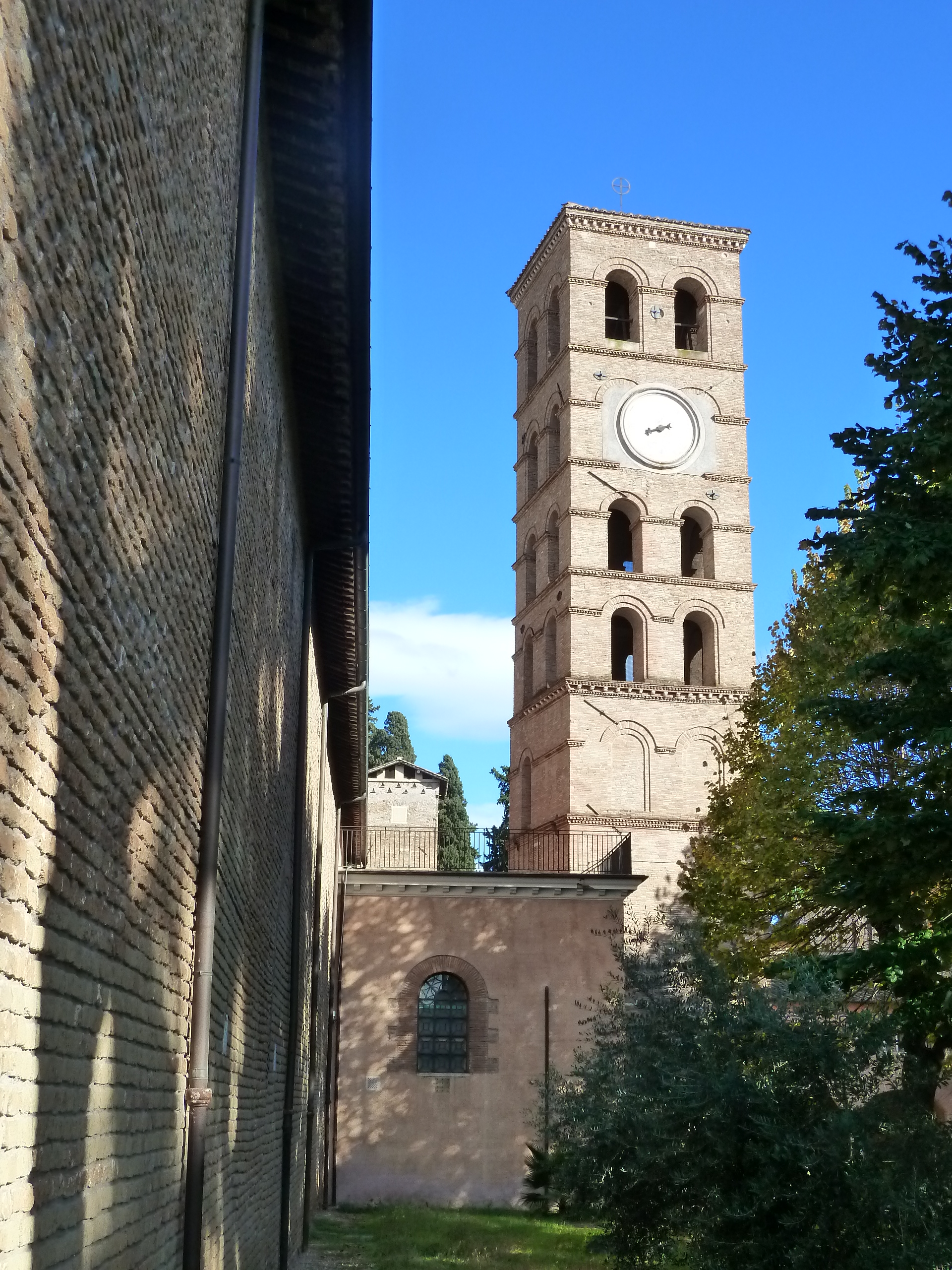
De klokkentoren.
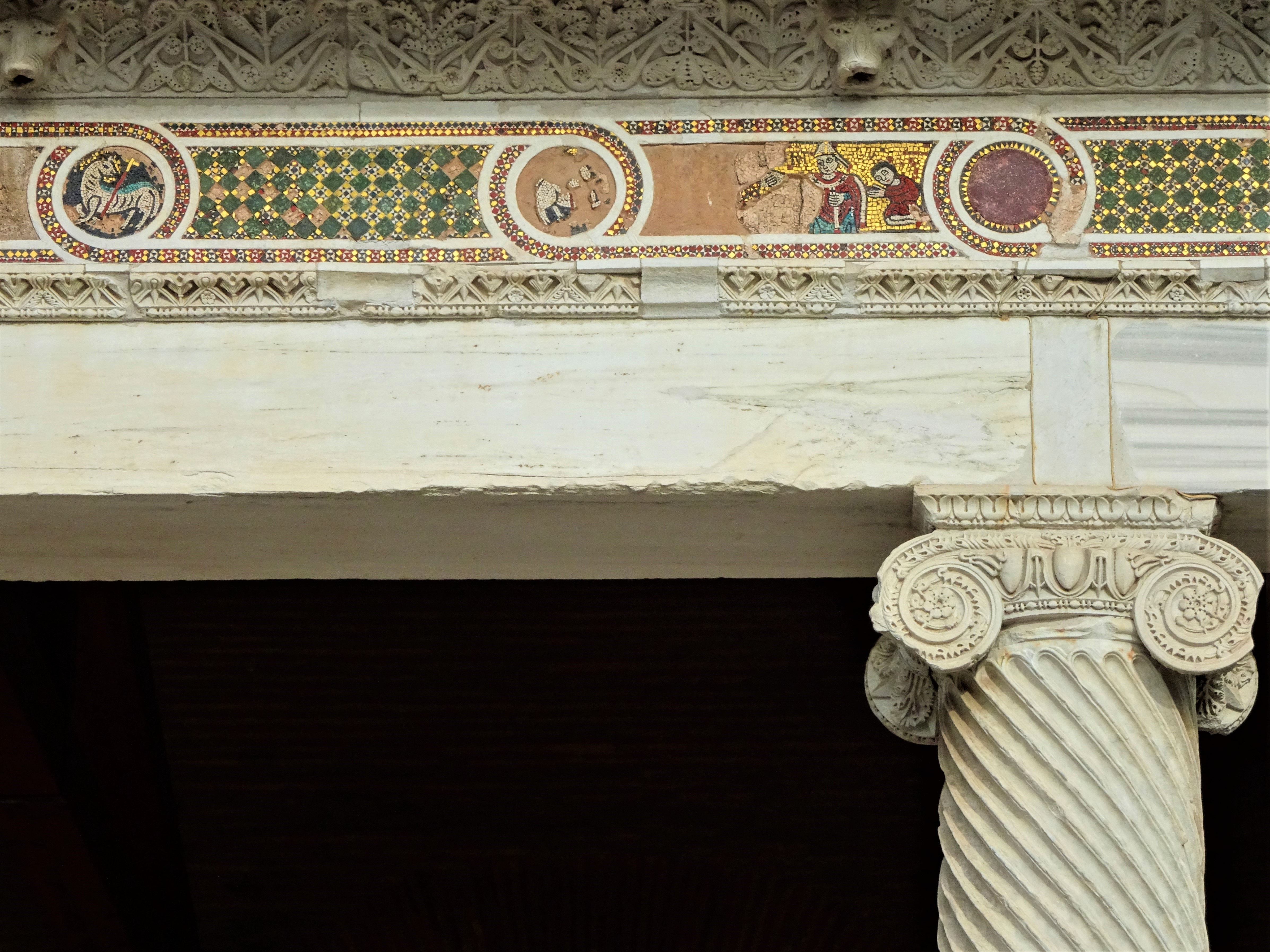
Zuil en mozaïekfries van de portiek.
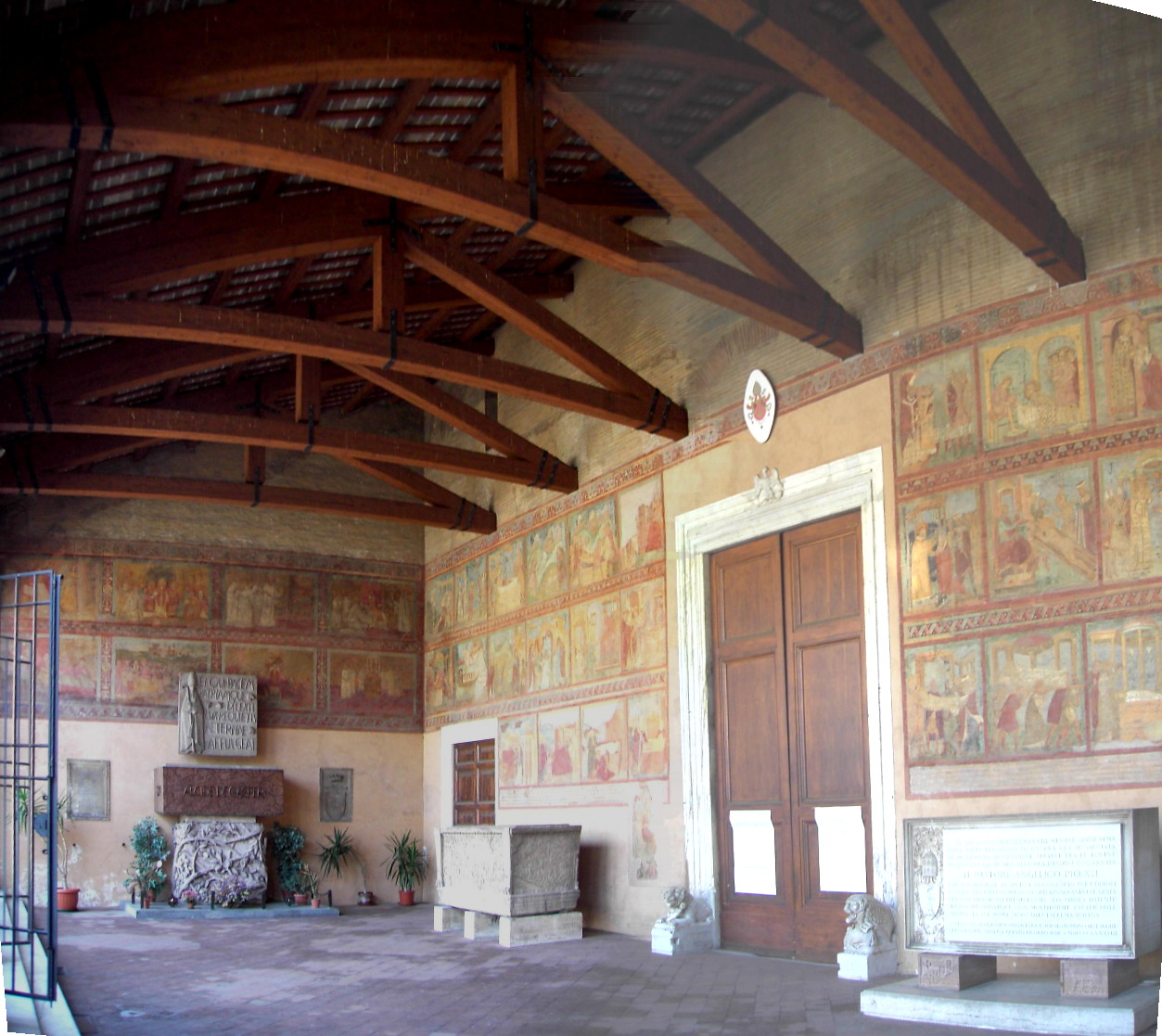
Portiek aan de voorzijde.
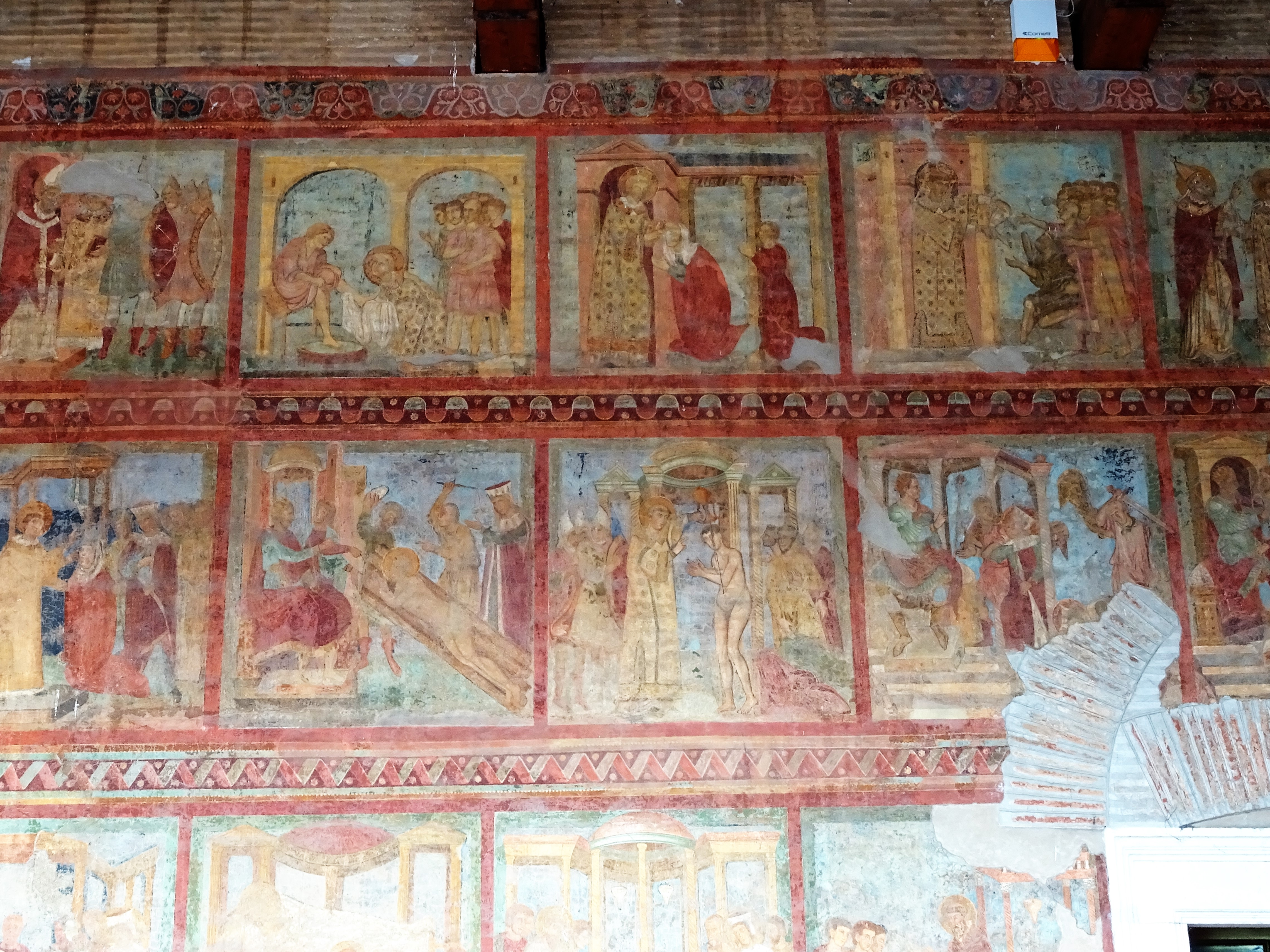
Fresco's onder de portiek.
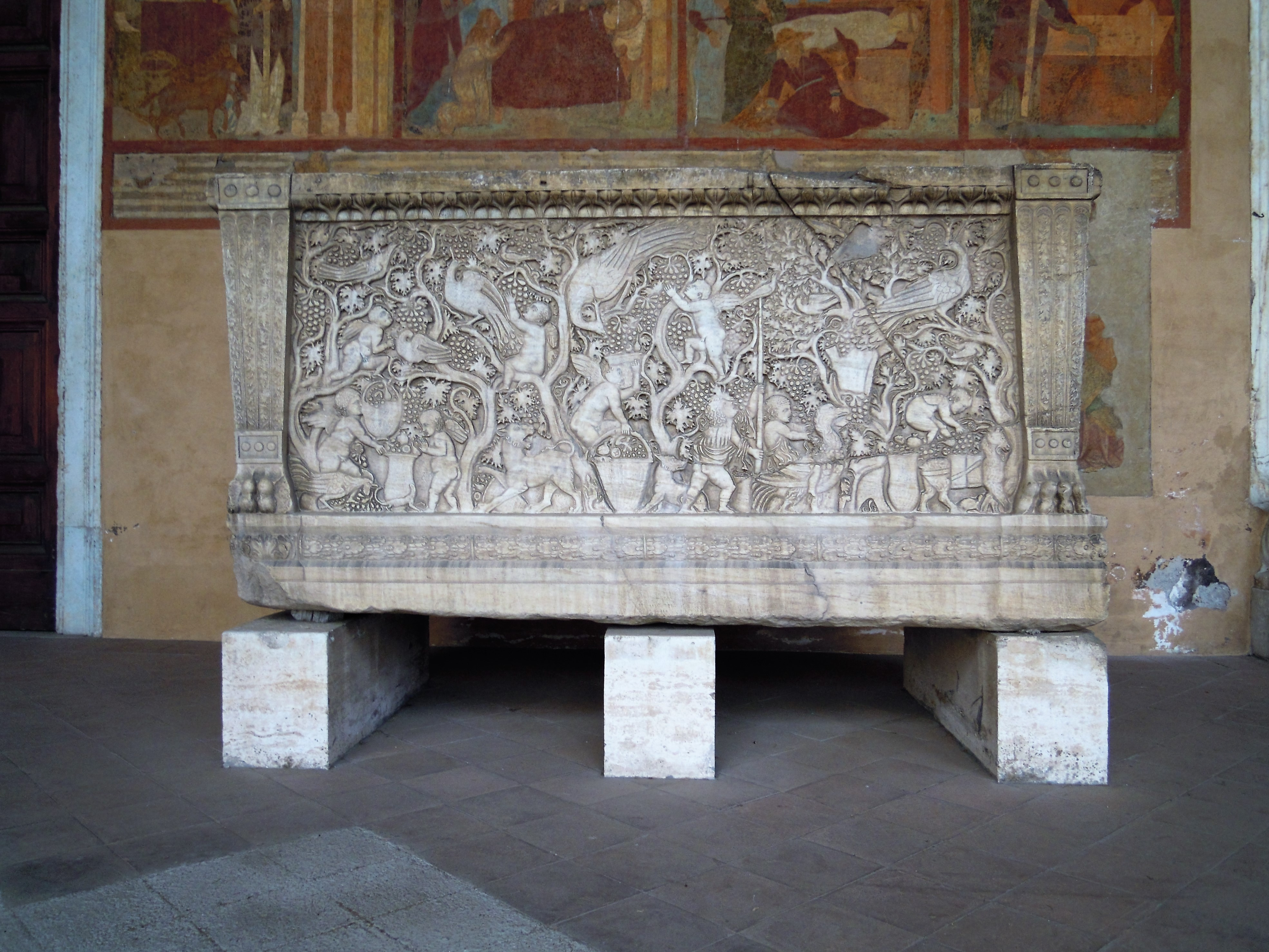
Sarcofaag van de druivenoogst.
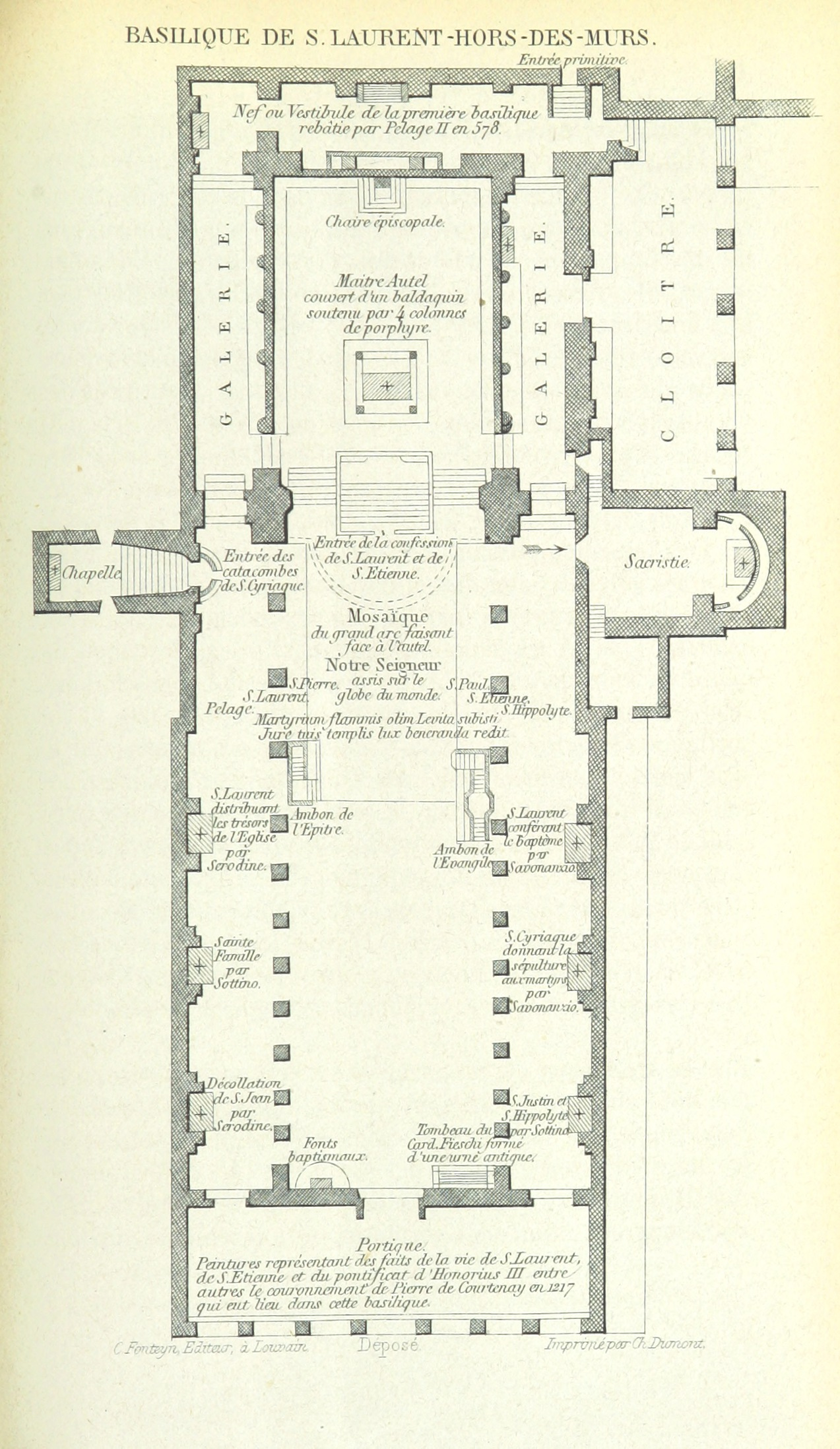
Grondplan van de basiliek.
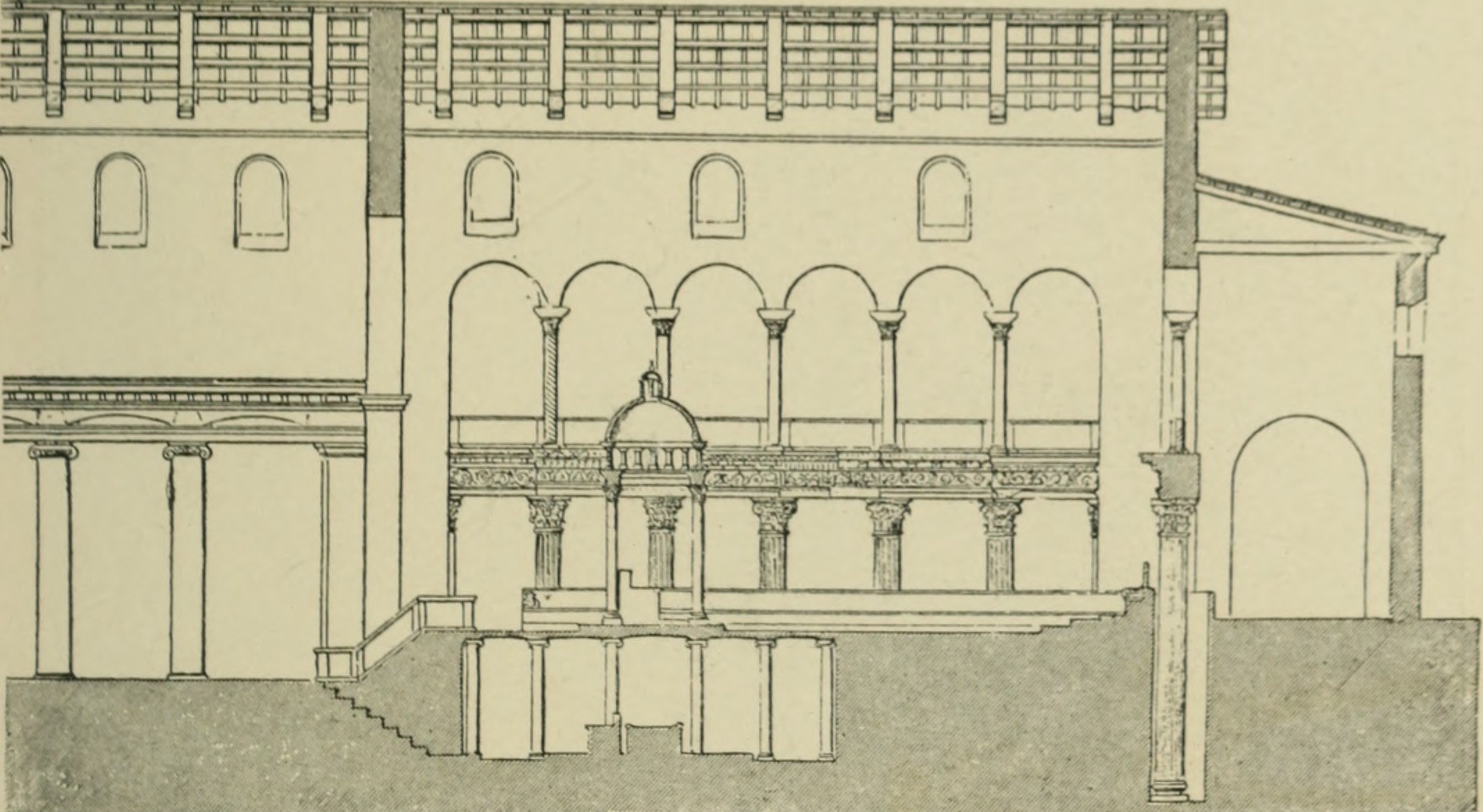
Doorsnede vanuit het zuiden gezien: links de basiliek van Honorius III, rechts die van Pelagius II.

### Interieur: gedeelte van de 13de eeuw
Het schip van de basiliek werd aangelegd door paus Honorius III omstreeks 1216. Het middenschip is van de zijschepen afgescheiden door 22 verschillende Ionische zuilen die afkomstig zijn uit antieke gebouwen. Het schip is duidelijk onderscheiden van het priesterkoor dat veel hoger ligt.
Het middenschip is in de eerste helft van de 13de eeuw rijkelijk versierd met cosmatenwerk, d.w.z. regelmatig uitgesneden fragmenten van veelkleurig marmer, die zijn samengelegd in fijne geometrische figuren. Dat vinden we hier:
- in de bevloering. In het midden van het schip is zelfs een figuratieve voorstelling (ruiters), wat hoogst uitzonderlijk voor deze decoratiestijl;
- de twee ambo's (leesgestoelten): links de ambo voor het epistel, en rechts die voor het evangelie. Deze laatste is rijkelijker versierd is en bevat ook goudinlegwerk.
- de enorme marmeren paaskandelaar naast de rechtse ambo.

Het dak van de basiliek was vernield door het bombardement van 19 juli 1943, en werd nadien hersteld. De houten dakstoel is vrij zichtbaar.  
Onmiddellijk rechts van de ingang tegen de binnenzijde van de gevel bevindt zich het 13de-eeuwse grafmonument van kardinaal Guglielmo Fieschi (gestorven 1256). Dit bestaat uit een soort baldakijn boven een 3de-eeuwse sarcofaag waarop een huwelijkssluiting is afgebeeld in hoogreliëf.  
Vooraan in het linker zijschip is de kapel van de heilige Cyriaca, de christene die het lichaam van Laurentius had begraven in de nabijgelegen en naar haar genoemde catacomben van Cyriaca. Deze kapel gaf toegang tot de catacomben, maar is buiten gebruik.  
Vooraan links in het middenschip staat het cultusbeeld van de heilige Laurentius. Zoals gebruikelijk wordt hij voorgesteld met een geldbeurs en een rooster. De geldbeurs verwijst naar zijn taak als diaken om de offergaven van de Kerk te beheren. Het rooster verwijst naar zijn marteldood die hij volgens de overlevering boven het vuur zou gestorven zijn, ook al is hij meer waarschijnlijk omgebracht door onthoofding.  

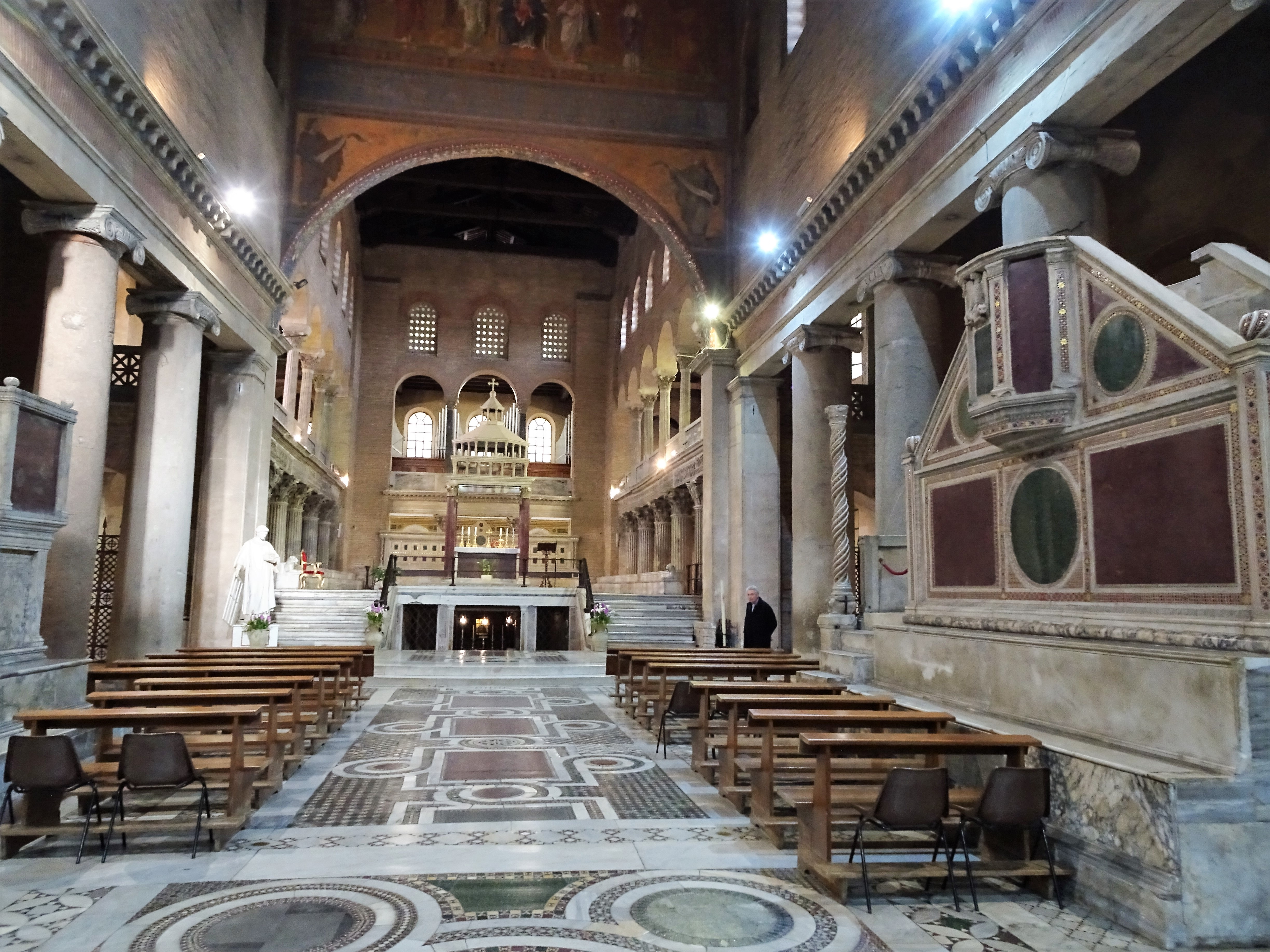
Het geheel van de basiliek.
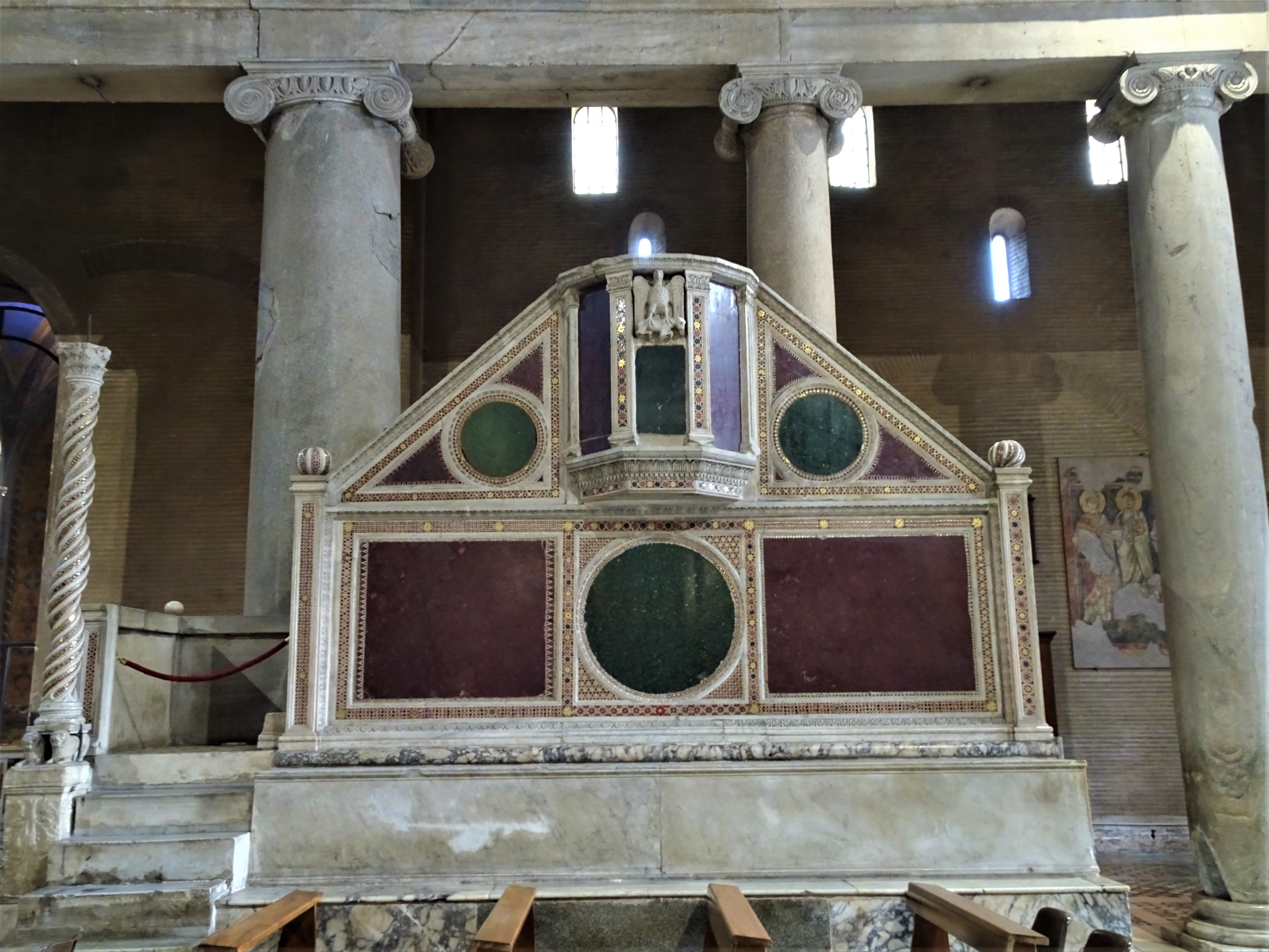
De rechtse ambo en de paaskandelaar.
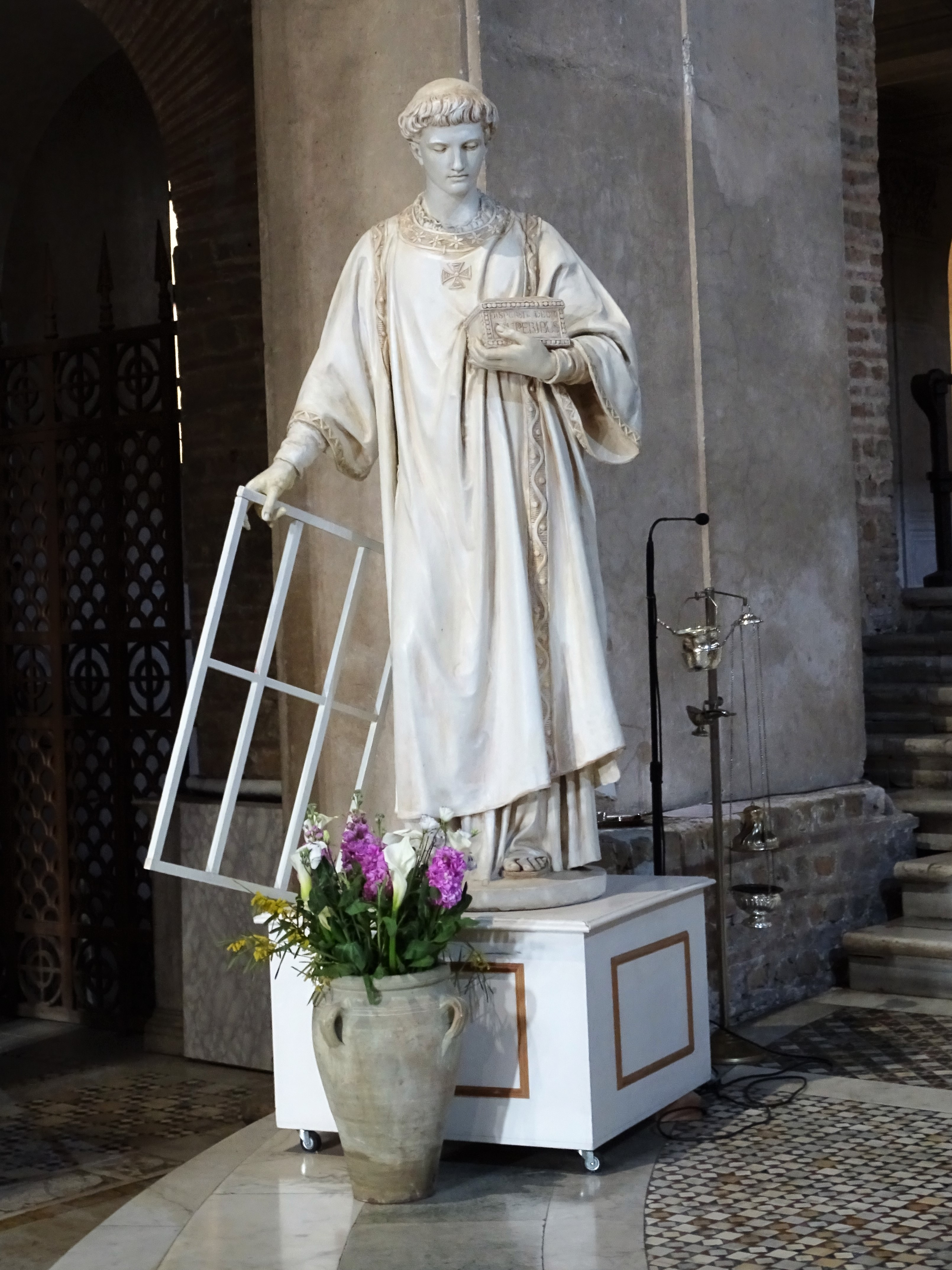
Cultusbeeld van de heilige Laurentius, met rooster en geldbeurs.
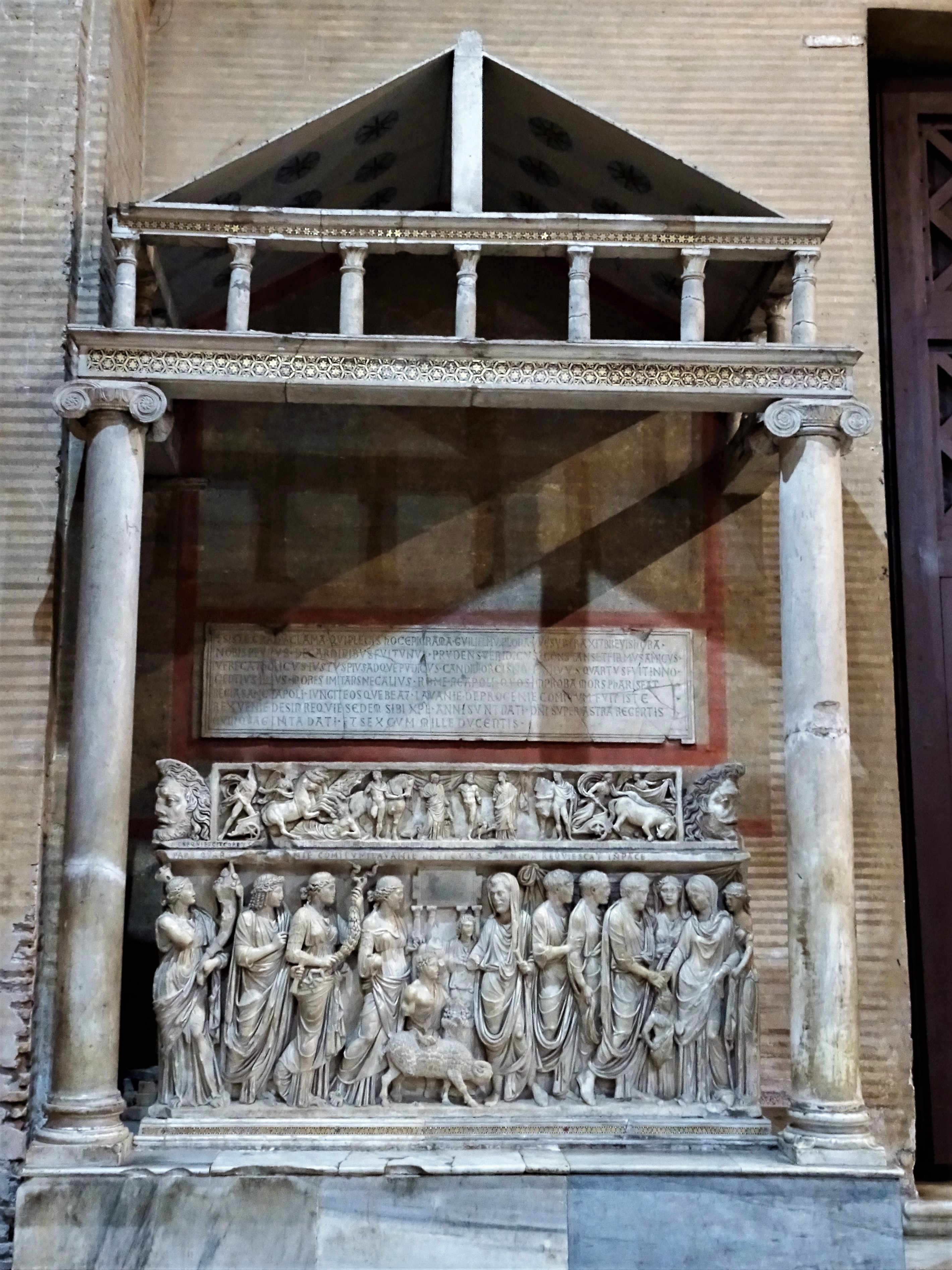
Grafmonument van kardinaal Fieschi.
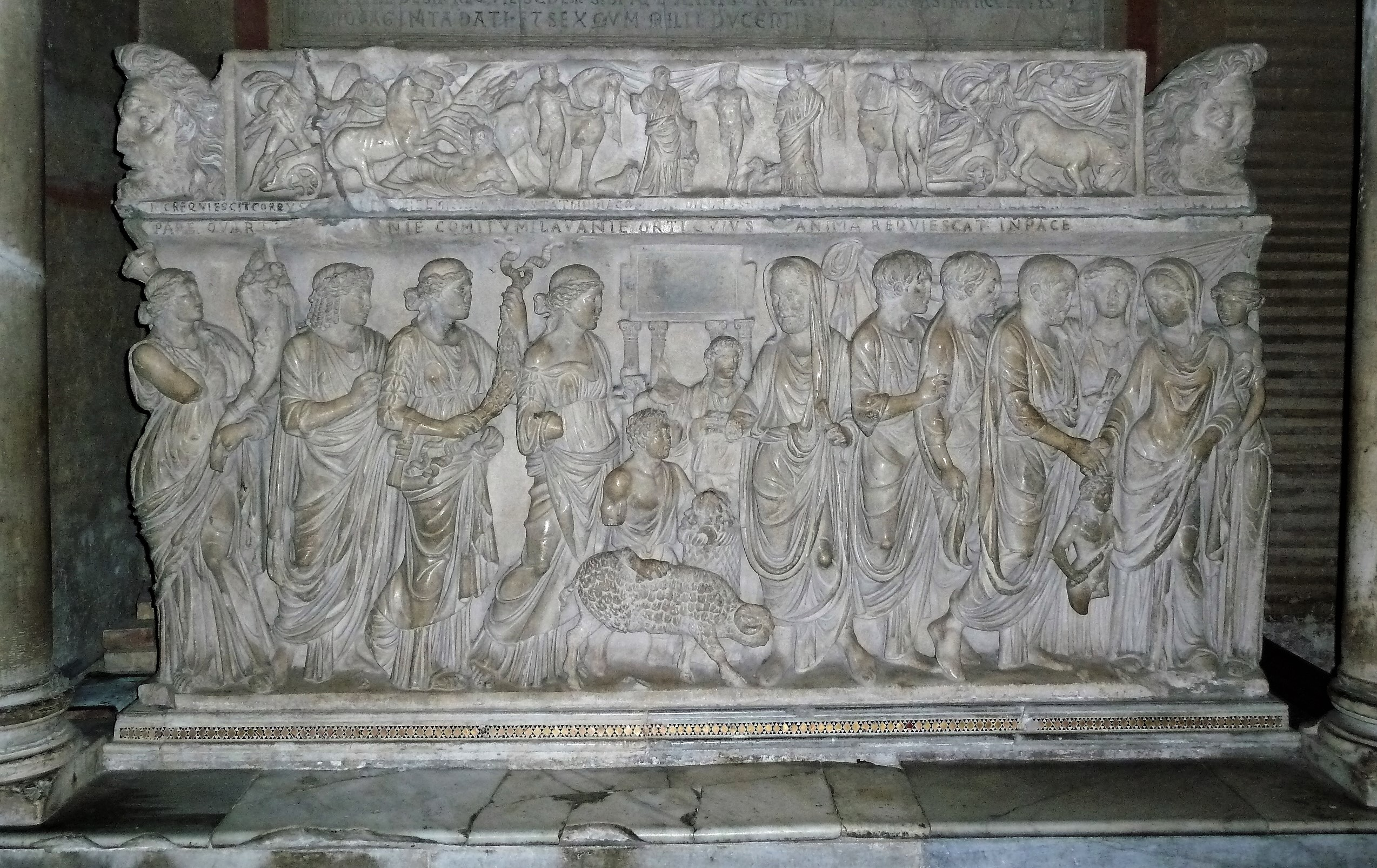
Derde-eeuwse sarcofaag, herbruikt als graf van Fieschi.
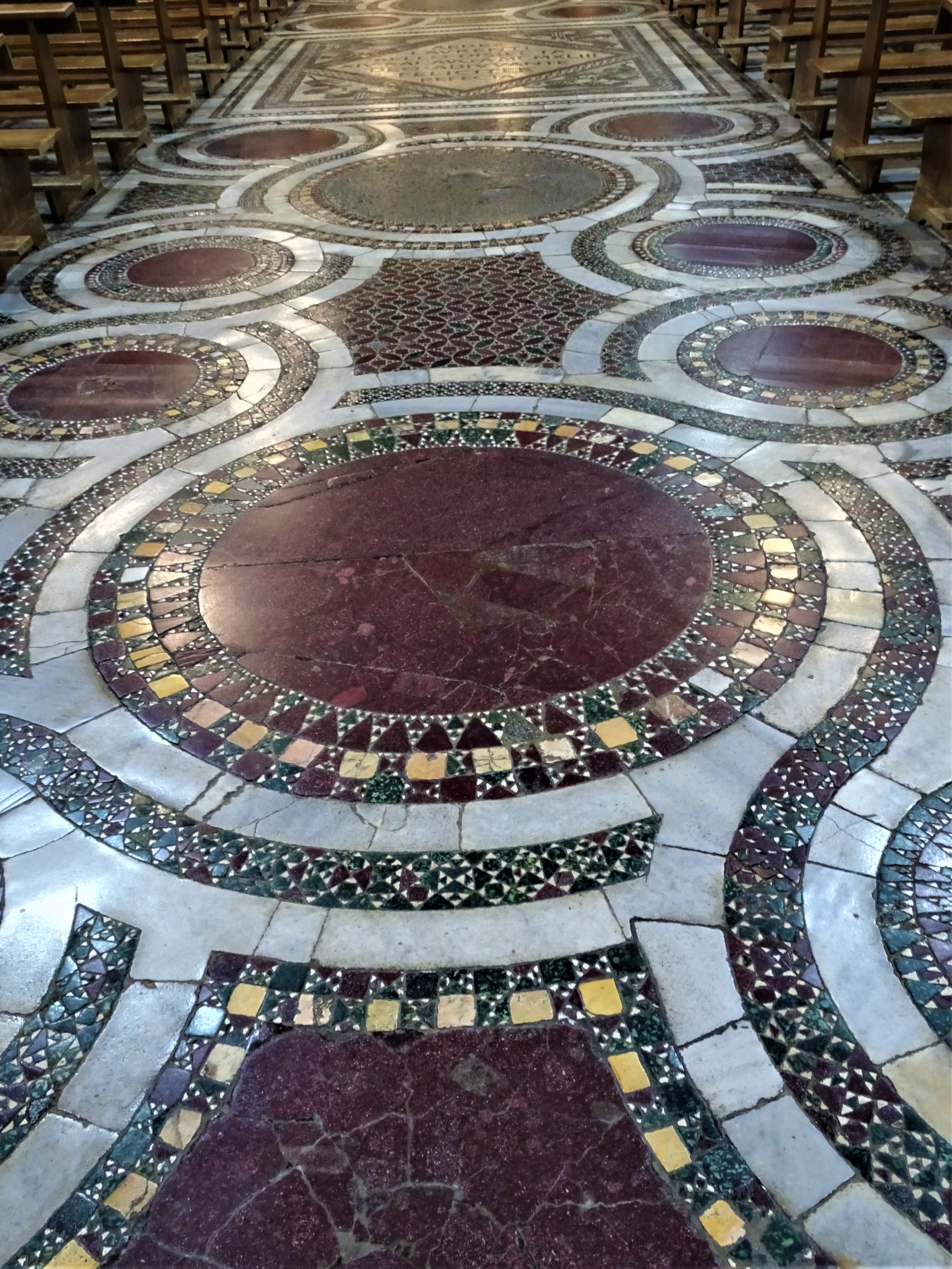
Bevloering in cosmatenwerk.
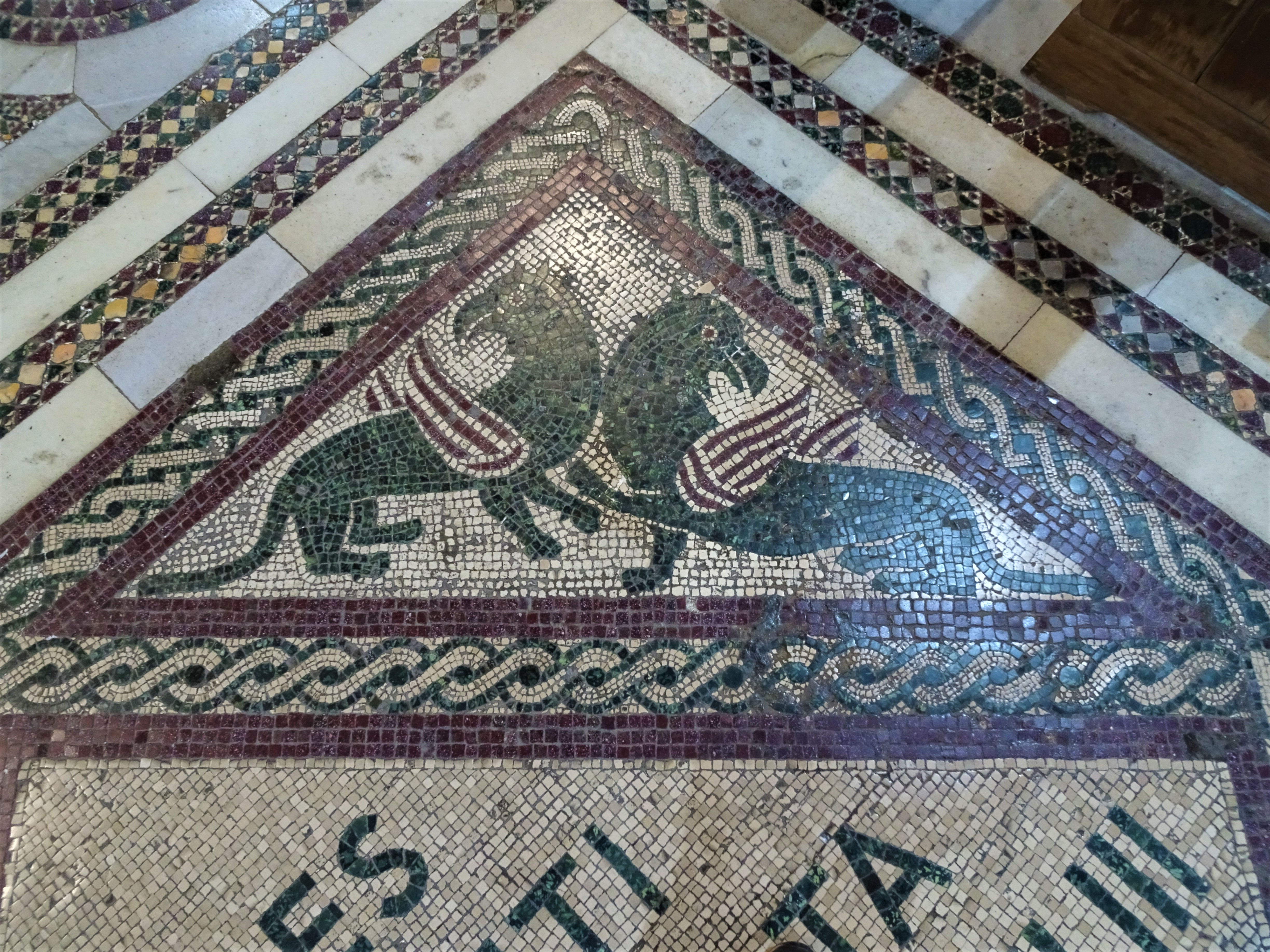
Figuratieve voorstelling in de cosmatenvloer.

### Interieur: gedeelte van de 6de eeuw
De kerk die paus Pelagius II omstreeks 580 had gebouwd, had de tegenovergestelde oriëntering van het huidige geheel: ze had de ingang aan de westzijde en de apsis aan de oostzijde. Bij de uitbreiding in de 13de eeuw werd de apsis van de 6de-eeuwse kerk afgebroken; aan de vroegere omtreklijn ervan herinneren de boogvormige trappen die van het middenschip naar het priestergedeelte voeren. Tevens werd de vloer van het 6de-eeuwse middenschip 2,15 m verhoogd om dat gedeelte in te richten als priesterkoor. Dit is vanuit het 13de-eeuwse gedeelte bereikbaar langs trappartijen aan weerszijden van het altaar. De nieuwe vloer werd dan geplaveid met cosmatenwerk; ook dat dateert uit de periode van Honorius III.    
De zesde-eeuwse kerk was met 10 marmeren zuilen uit antieke gebouwen ingedeeld in een middenschip en twee zijschepen. De verhoging van het middenschip van de 6de-eeuwse basiliek verbergt het onderste gedeelte van deze zuilen; deze zijn enkel vanuit de zijschepen van de 6de-eeuwse kerk volledig zichtbaar. Merkwaardig zijn de kapitelen van enkele zuilen waarop zelfs militaire symbolen voorkomen: Victoriae en trofeeën. Daaruit blijkt duidelijk dat de zuilen afkomstig zijn uit niet-religieuze antieke gebouwen. Ook de architraven boven de zuilen zijn gerecycleerd uit oudere gebouwen (4de eeuw). Daarboven is het matroneum, het gedeelte voor de vrouwen. Dit is van het middenschip afgescheiden door fijne marmeren zuiltjes die ronde bakstenen bogen dragen.
Op de triomfboog is aan de zijde van het priesterkoor nog het 6de-eeuwse mozaïek in Byzantijnse stijl te zien:      
- Centraal troont Christus in keizerlijk gewaad op de wereldbol.
- Vanuit het standpunt van de toeschouwer staan links van Hem (v.l.n.r.) paus Pelagius II die Hem het model van zijn kerk aanbiedt; de heilige Laurentius in gouden gewaad; de apostel Petrus. Rechts van Hem: de apostel Paulus en de heiligen Stefanus en Hippolytus.
- Onder de ramen links en rechts zijn de heilige steden Jeruzalem en Bethlehem voorgesteld, waarvan de wallen bezet zijn met edelstenen.
- Op de boogrand loopt in gouden letters de tekst "Martyrium flammis olim levita subisti; Jure tuis templis lux beneranda dedit" [2], wat betekent: "Gij diaken (d.w.z. Laurentius) hebt de marteldood van het vuur ondergaan; terecht keert het eerbiedwaardige licht terug naar uw kerk".
- Op de onderzijde van de boog: festoenen met bloemen en vruchten in frisse kleuren.

Achteraan in het hoogkoor staat de cathedra (bisschopsstoel) uit 1258 die evenals de panelen ernaast is vervaardigd in rijkelijk cosmatenwerk met goudinleg.
Boven het altaar werd een marmeren baldakijn uit 1148 opgericht. Dit heeft een piramidevormig dak dat steunt op vier fijne porfieren zuilen.
Onder het altaar bevindt zich de crypte. Deze is toegankelijk  vanuit het 13de-eeuwse gedeelte (het middenschip van de huidige basiliek), en bevat een schrijn met daarin de relieken van de heiligen Laurentius, Stefanus en Justinus.   
Langs de zijschepen van de 6de-eeuwse kerk bereikt men de thans gesloten narthex (het voorportaal) aan de oostzijde ervan. In deze narthex is de graftombe van paus Pius IX, de laatste heerser van de Pauselijke Staat vóór de aanhechting ervan bij het eengemaakte Italië.

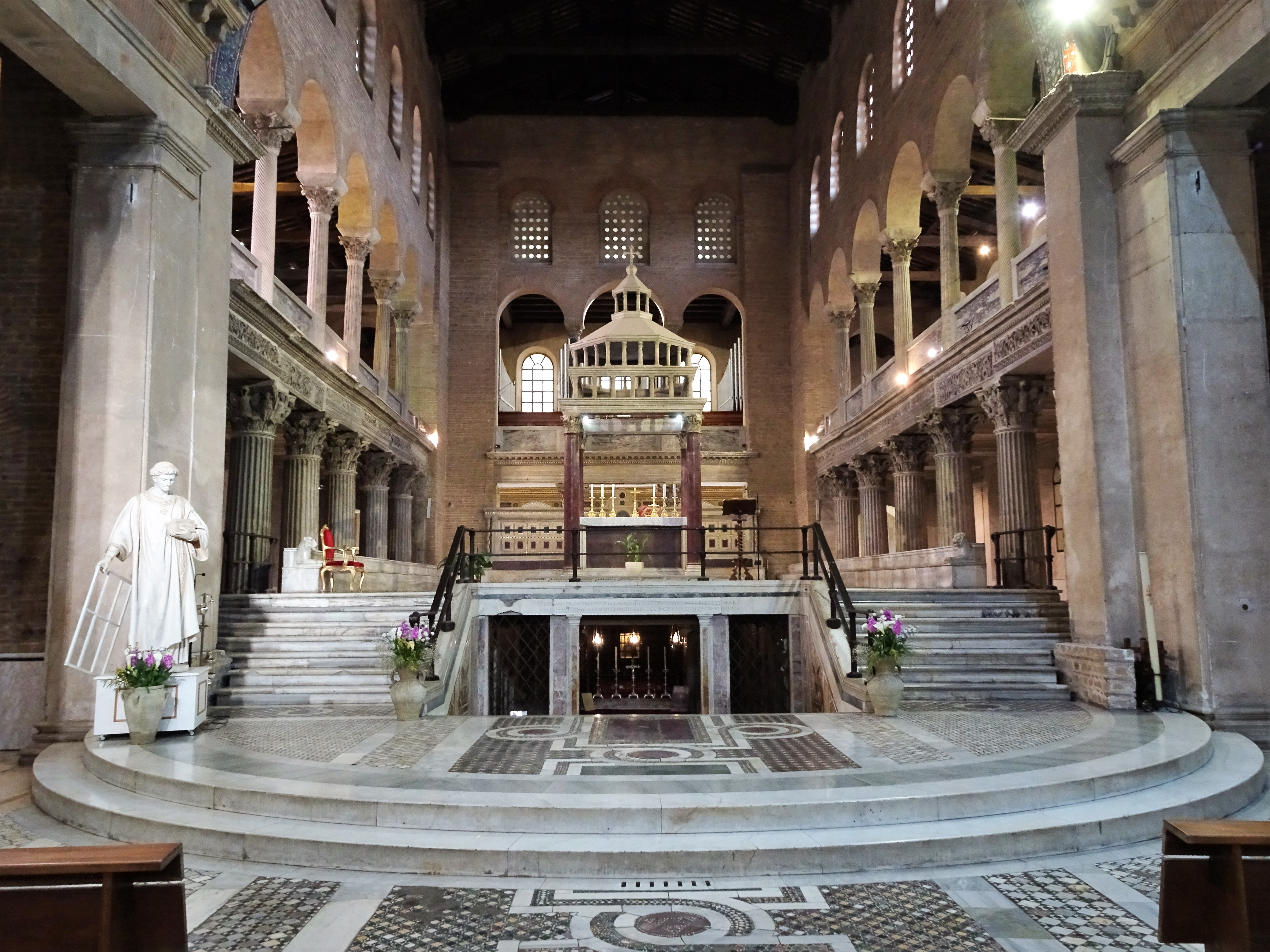
De crypte en het priesterkoor.
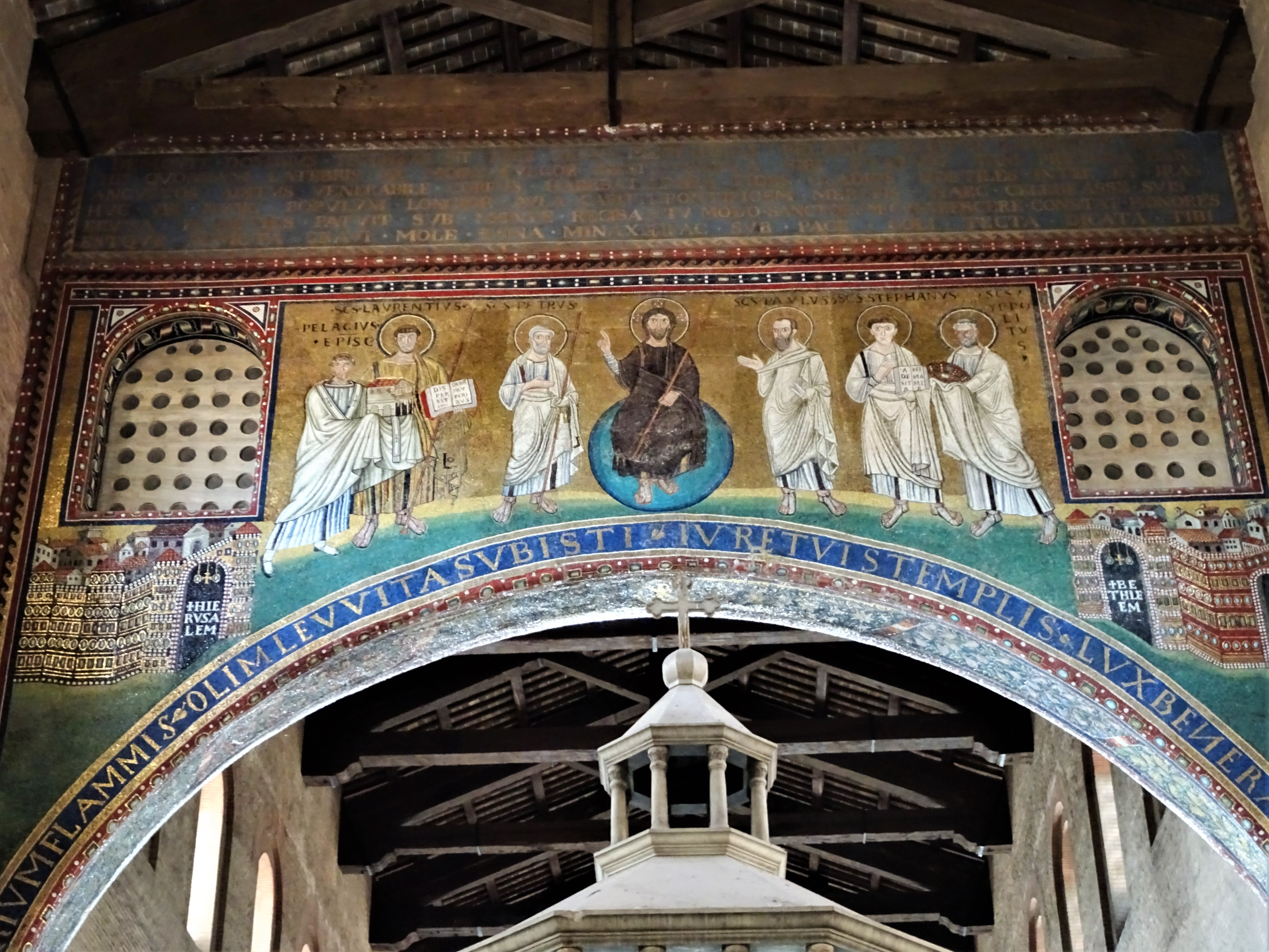
De triomfboog.
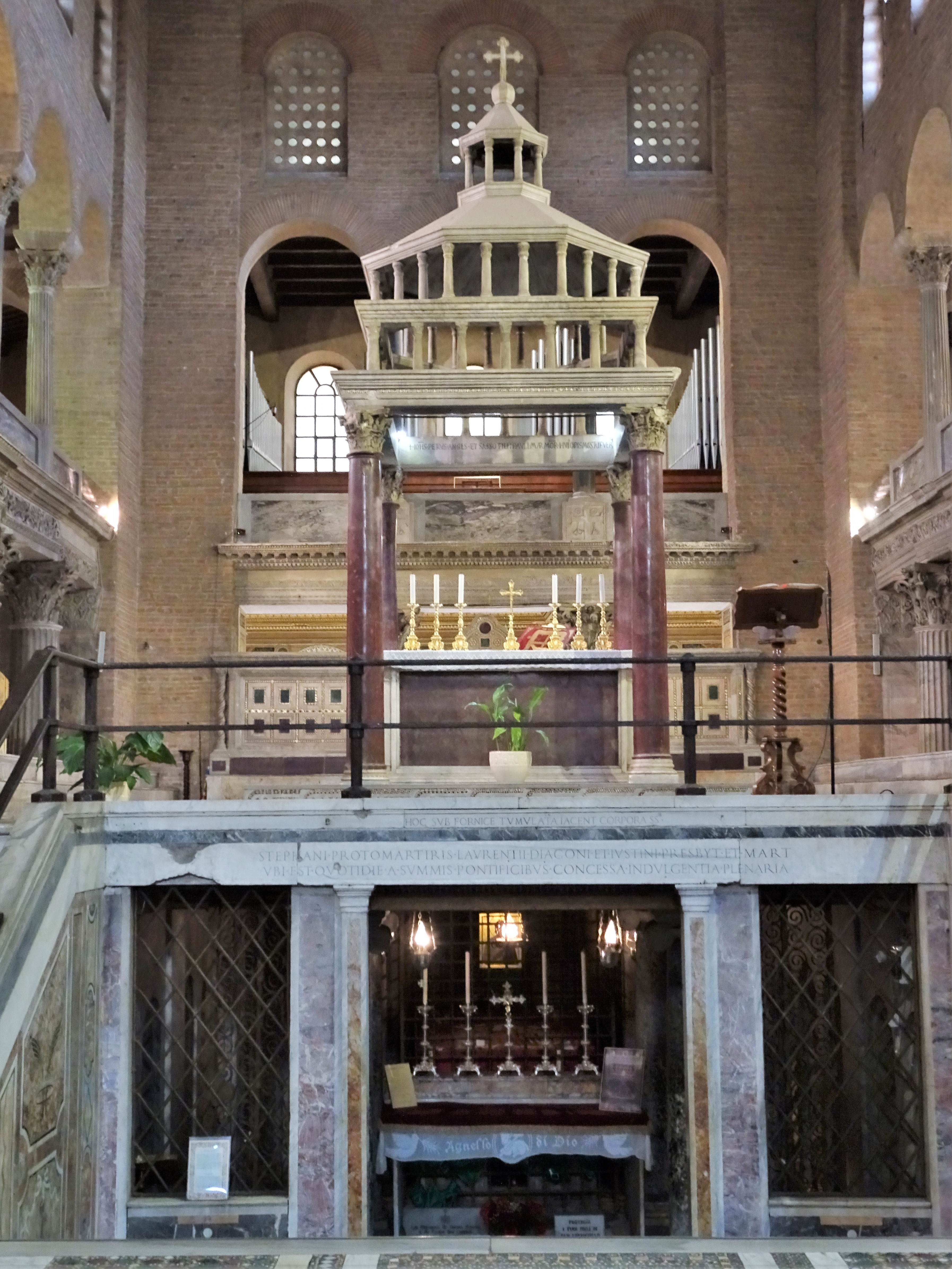
Het baldakijn en de crypte.
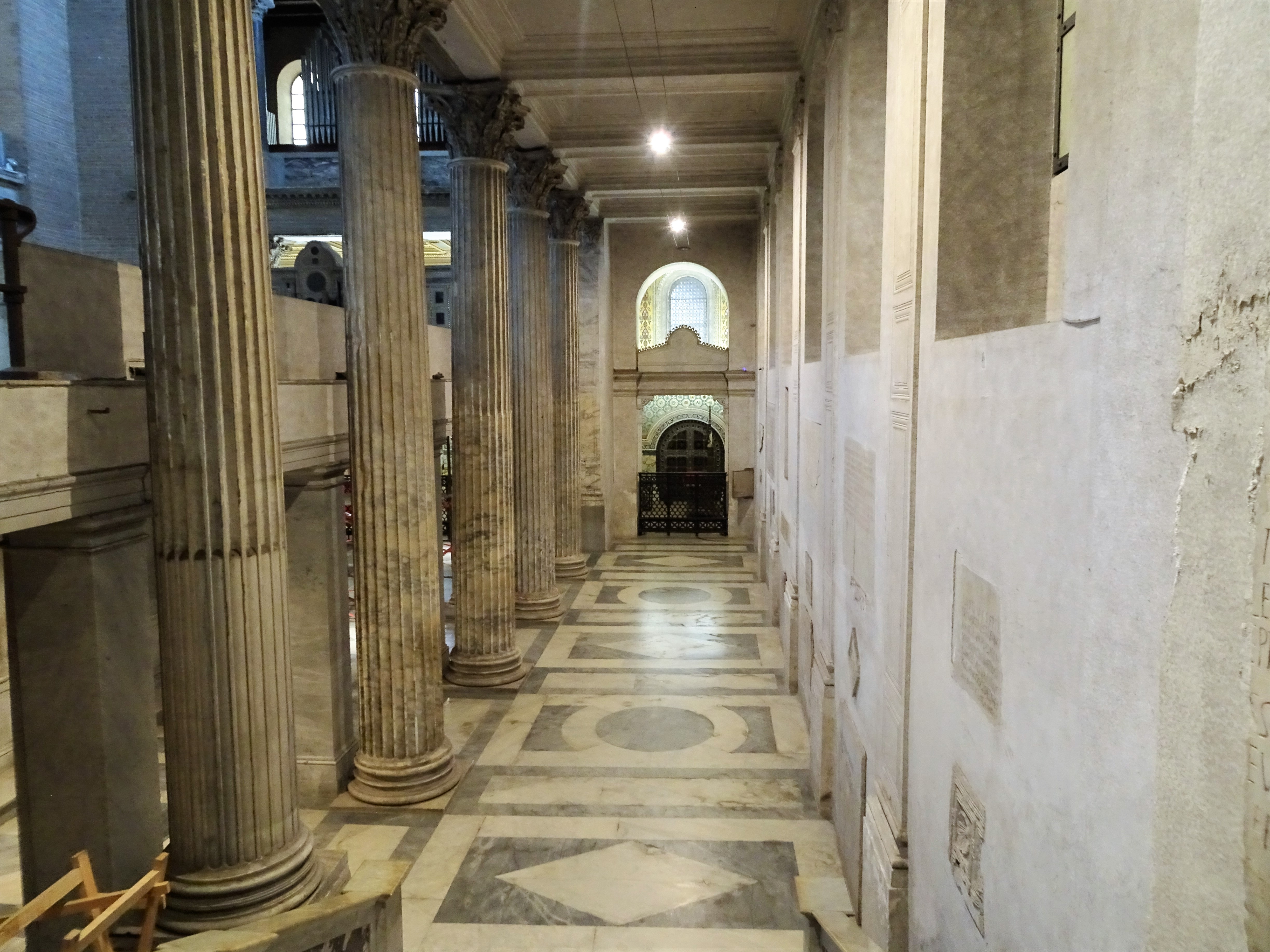
Zijschepen van de 6de-eeuwse kerk, en het verhoogde middenschip ervan.
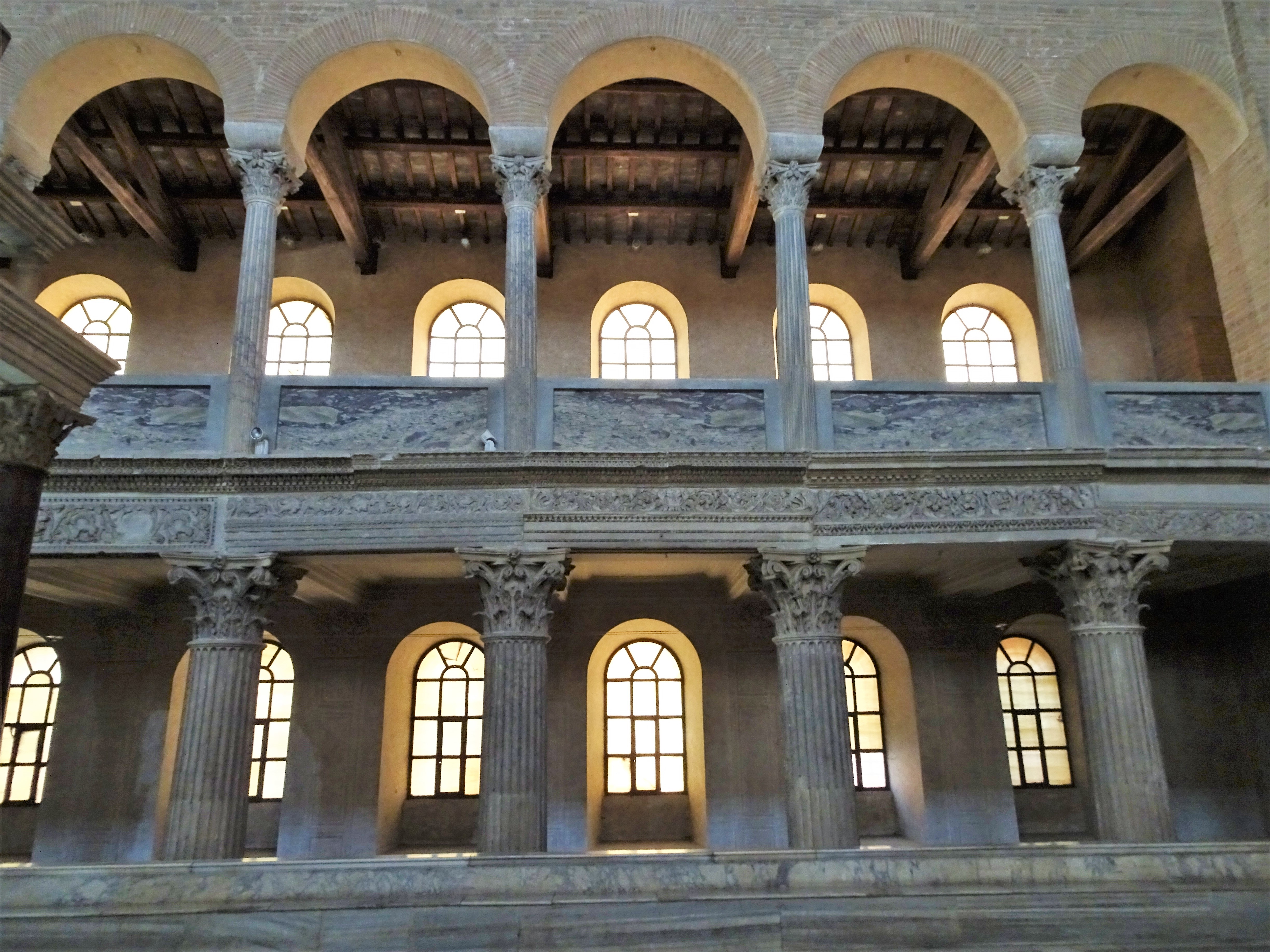
Matroneum en zuilen tussen het priesterkoor en de zijschepen van 6de-eeuwse kerk.
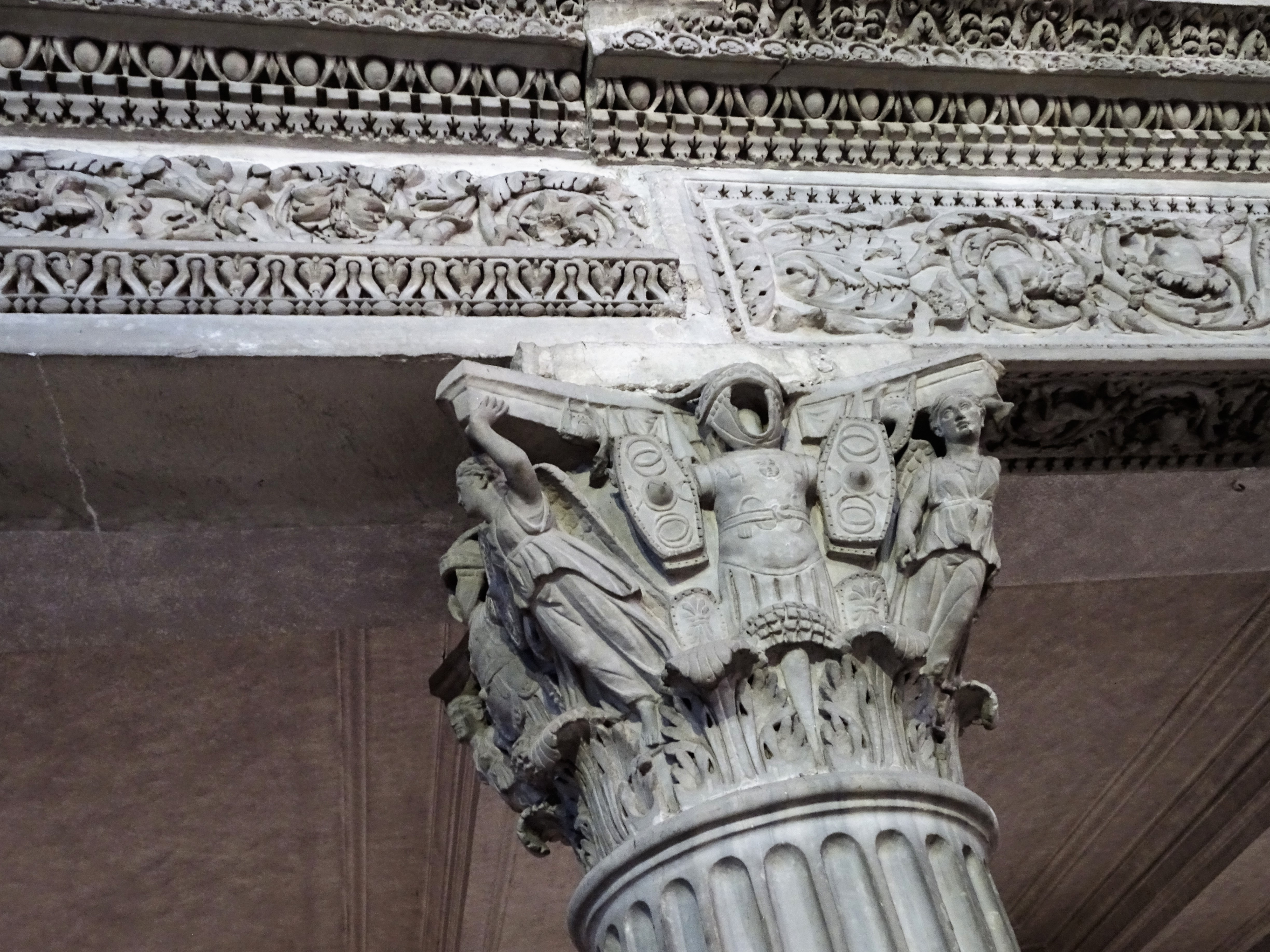
Kapiteel met militaire symbolen, en architraaf uit antieke gebouwen.
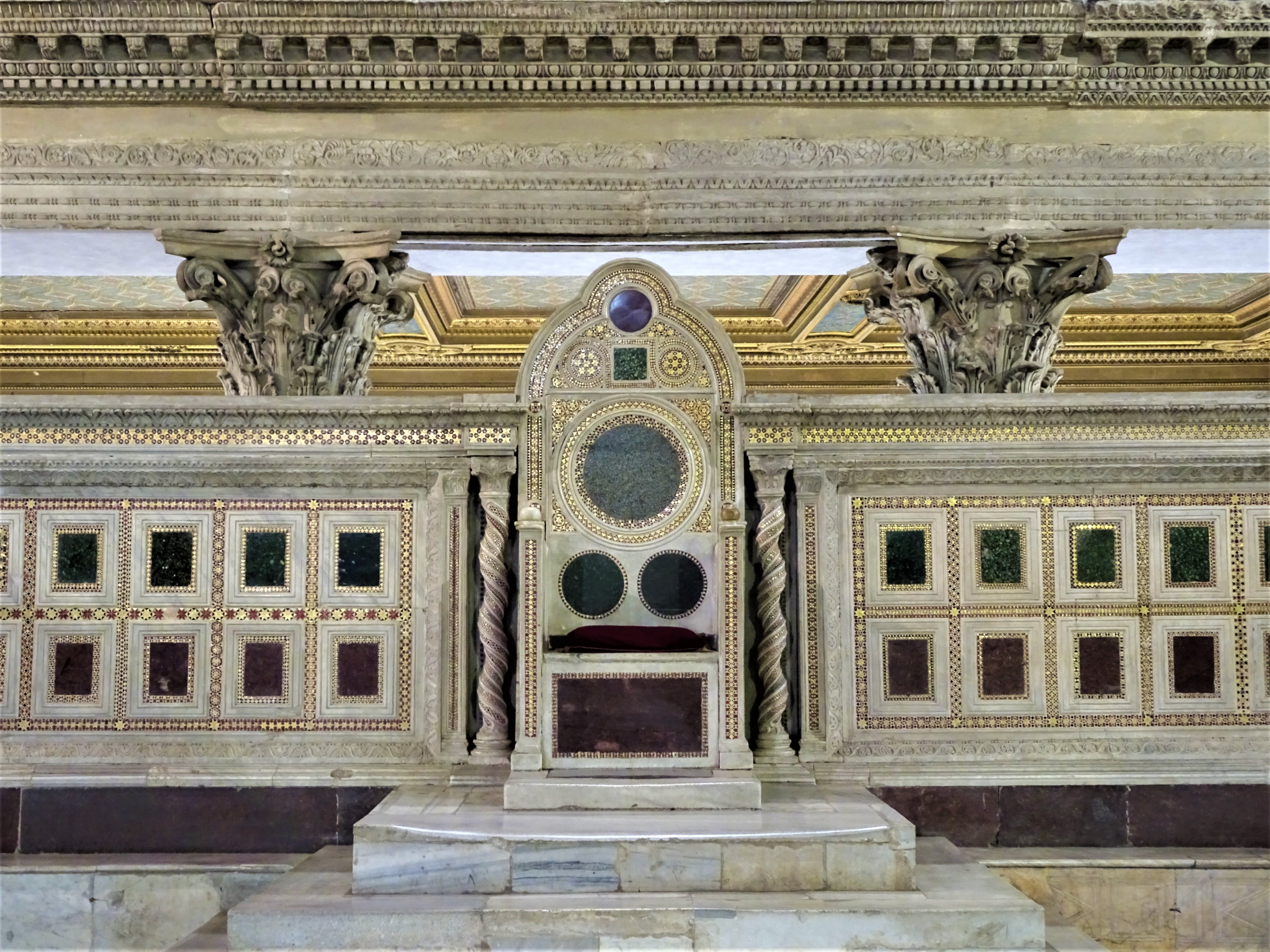
De bisschoppelijke cathedra.
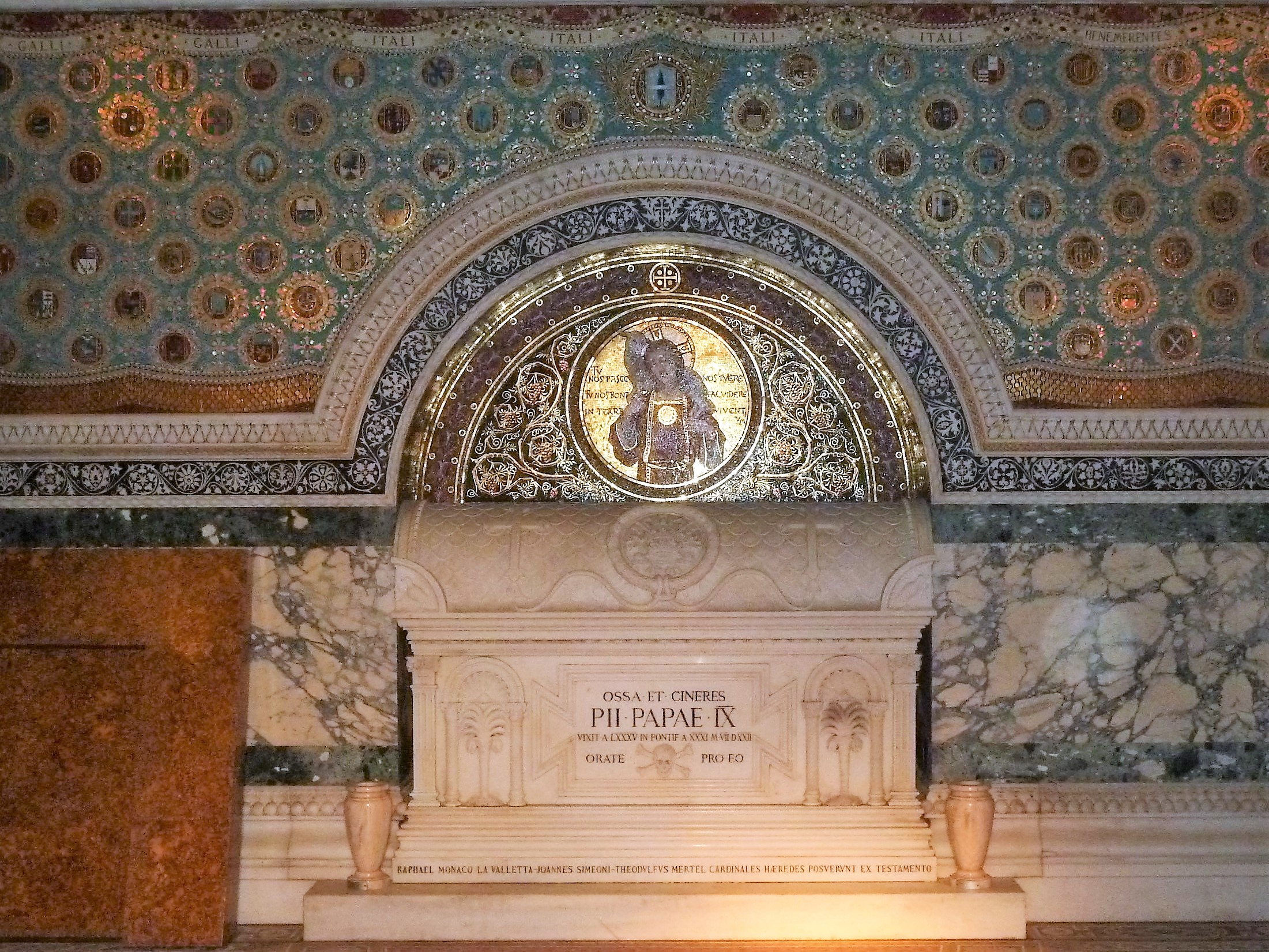
Grafmonument van paus Pius IX.
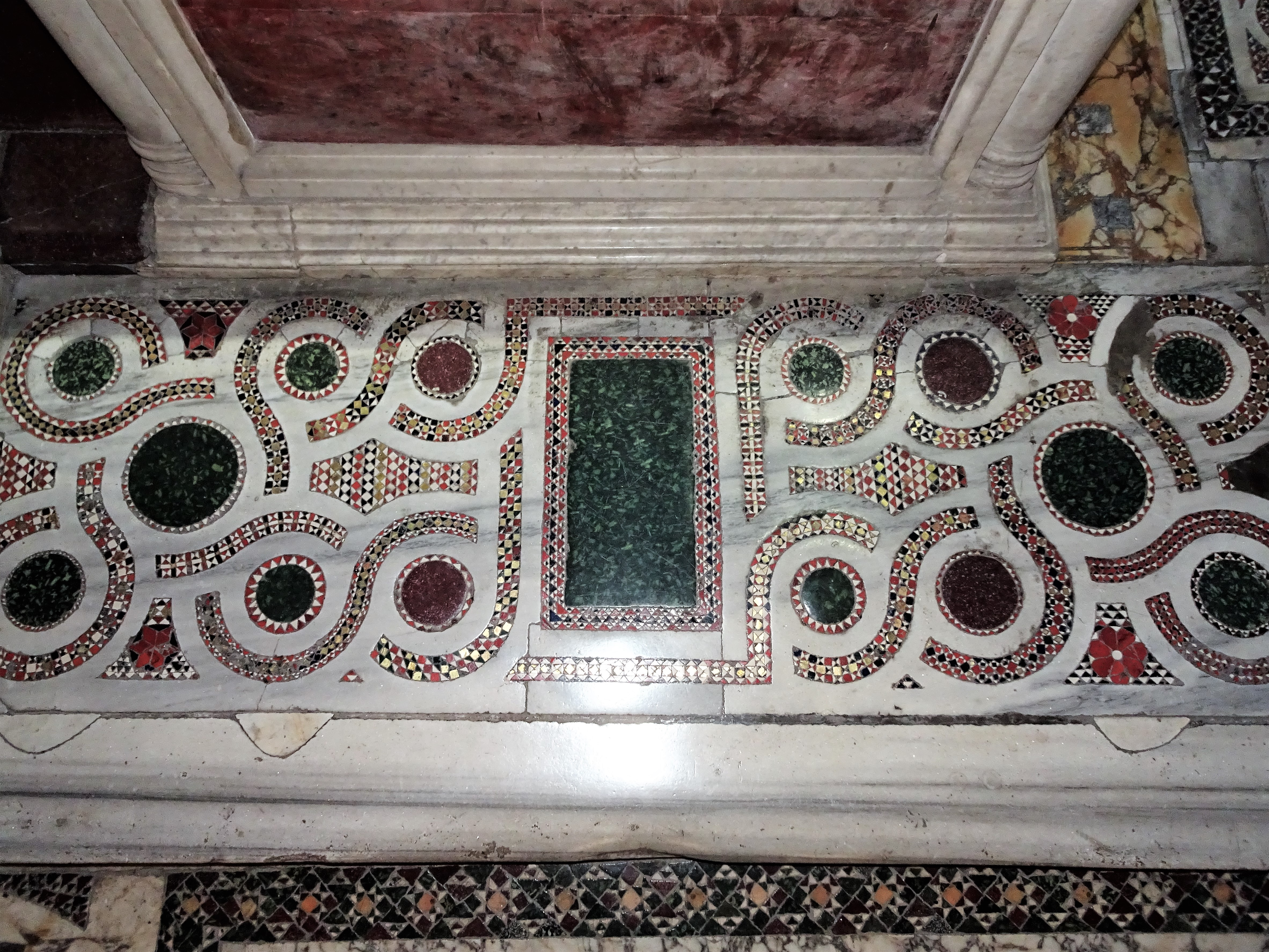
Deel van de cosmatenvloer (13de eeuw) in het priesterkoor.
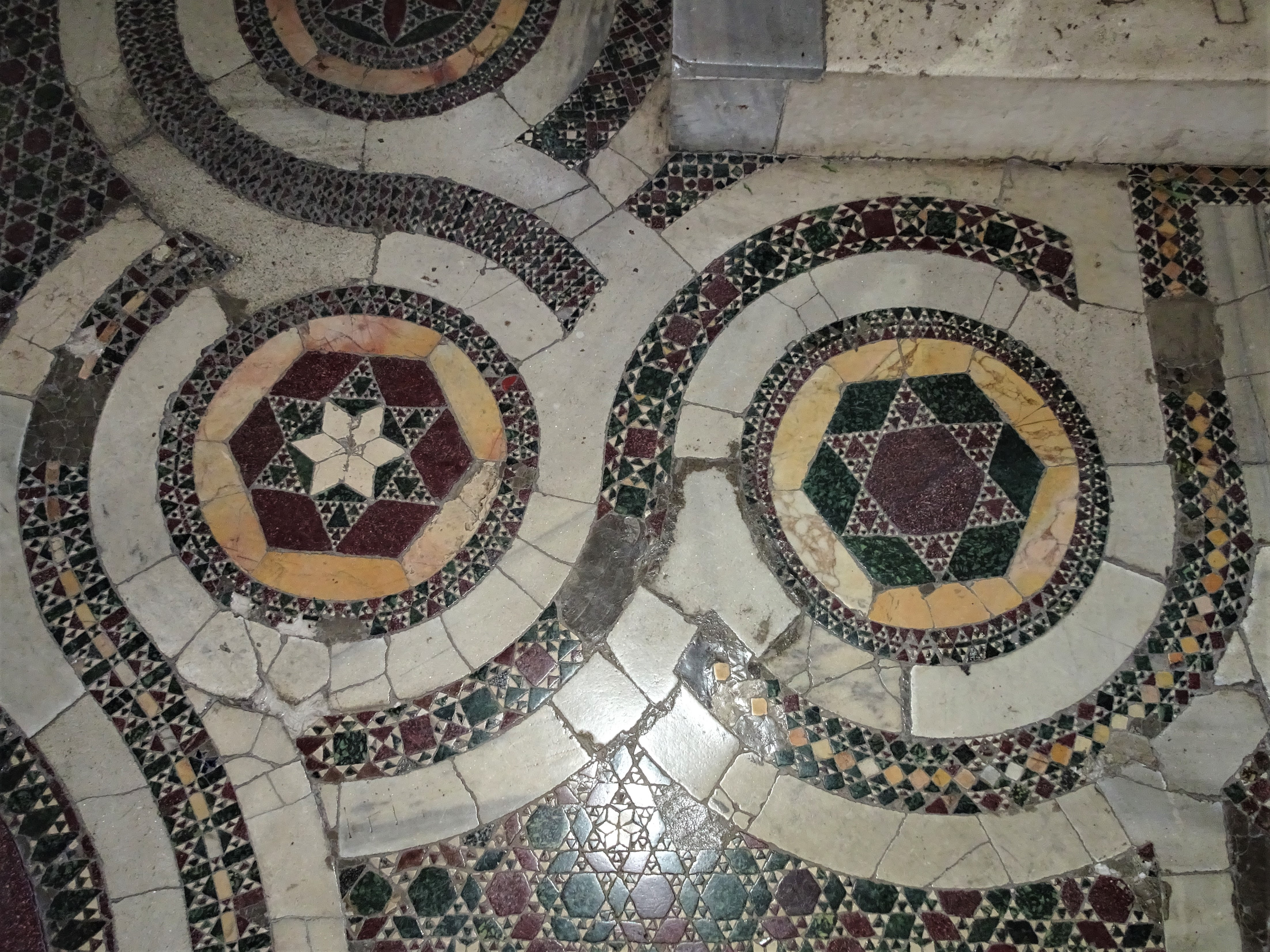
Deel van de cosmatenvloer (13de eeuw) in het priesterkoor.
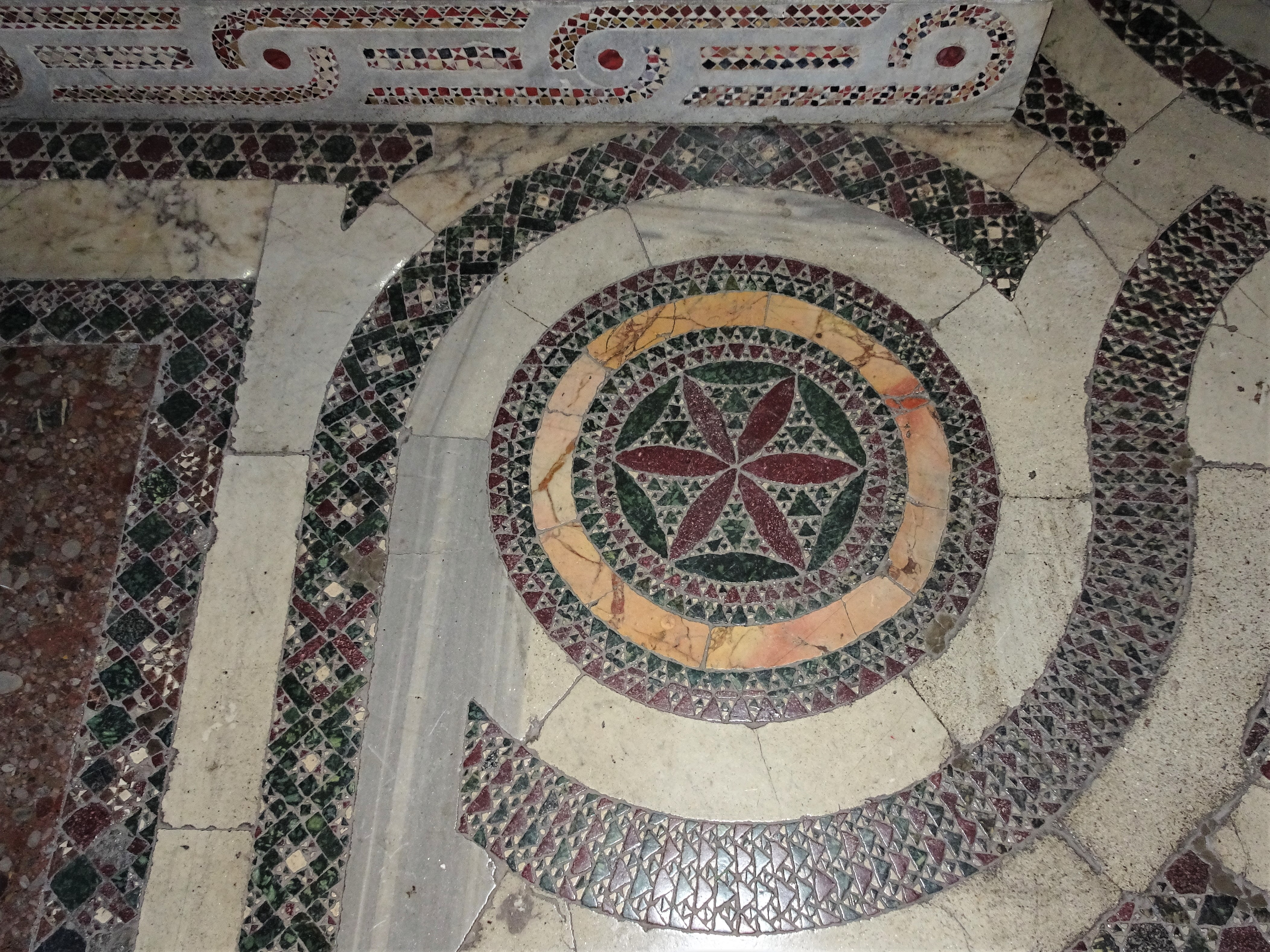
Deel van de cosmatenvloer (13de eeuw) in het priesterkoor.

## Klooster
Aan de basiliek is een klooster van kapucijnen uit 1241 verbonden. De kloosterrondgang is bereikbaar via de sacristie van de basiliek. Deze rondgang is aan de zijde van de binnentuin geopend met telkens zes rondbogen die steunen op marmeren zuiltjes.     
De muren van de rondgang zijn bezet met fragmenten van antieke en middeleeuwse inscripties en sculpturen. Ook is er een van de bommen te zien die herinnert aan het bombardement van 19 juli 1943.           
Een deur in een van de muren van de kloosterrondgang sluit de toegang naar de catacomben van Cyriaca af.

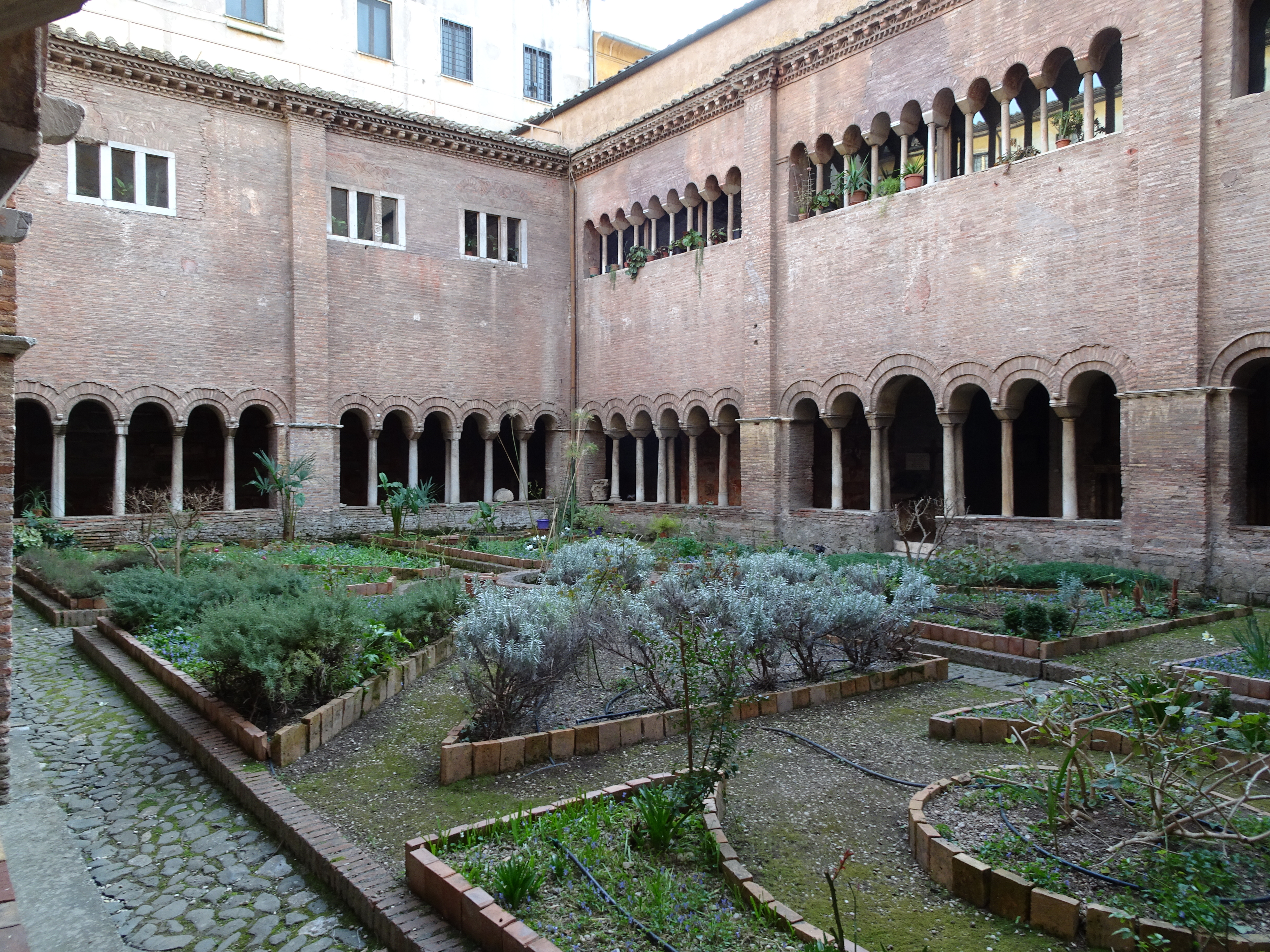
De rondgang rond de kloostertuin
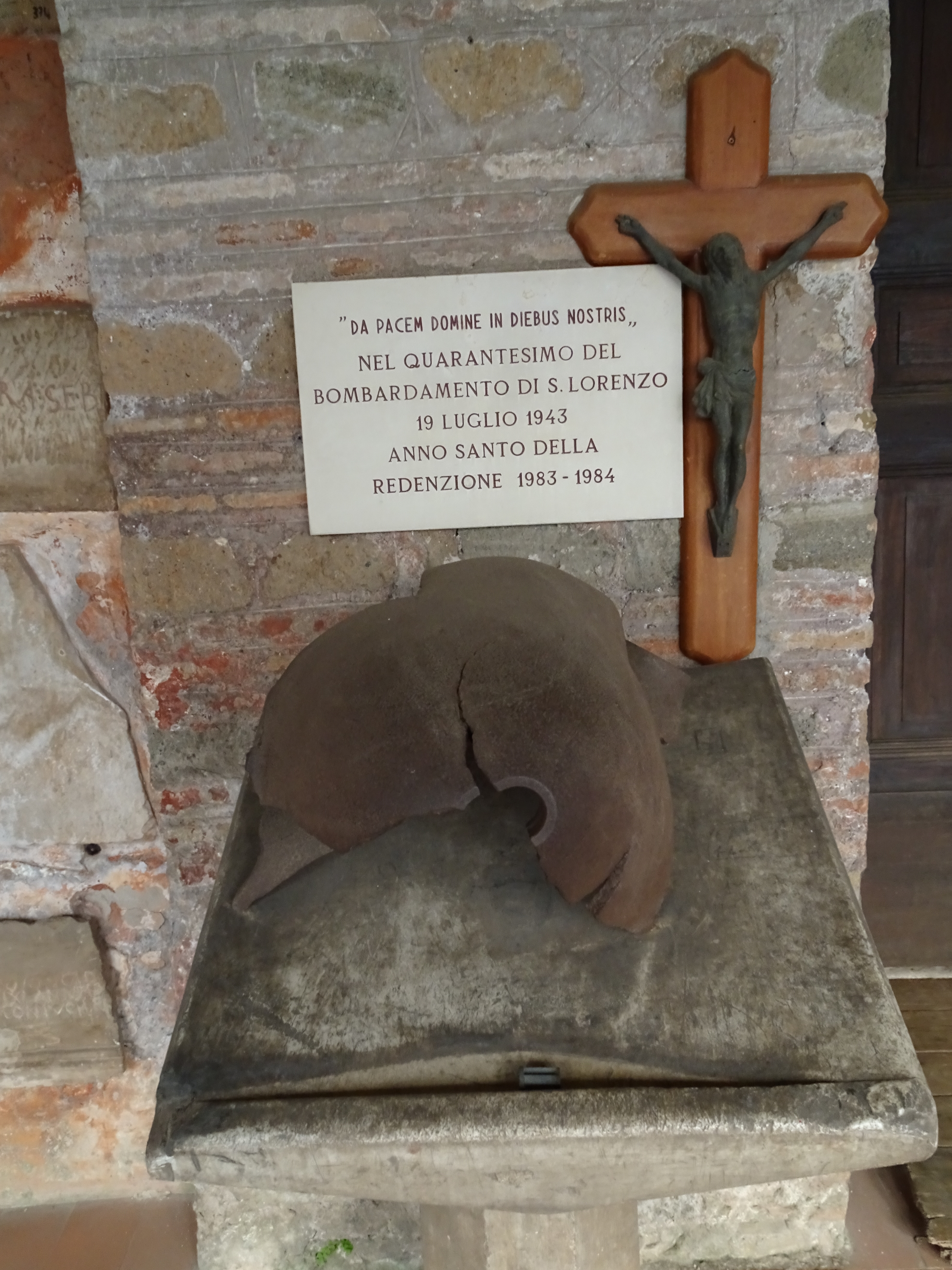
Herinnering aan het bombardement van 19 juli 1943.

## Geraadpleegde bronnen
- (it) Touring club italiano. (1993). Roma. Il Touring club, Milano. ISBN 88-365-0508-2. pp. 737-740.
- (it) LUCENTINI, MAURO, La grande guida di Roma : per chi ama la città eterna e vuole conoscerla meglio in poco tempo. Newton & Compton, Roma (1999). ISBN 88-8289-053-8. pp. 617-619.
- L. van Egeraat (1981). Gids voor Rome. Kosmos, Amsterdam. ISBN 90-215-0884-2. pp. 489-491.

Sant'Agnese fuori le mura · 
Sant'Agnese in Agone · 
Sant'Agostino · 
Sant'Alberto Magno · 
Basilica di Santa Anastasia · 
Sant'Andrea al Quirinale · 
Sant'Andrea delle Fratte · 
Sant'Andrea della Valle · 
Sant'Andrea in Via Flaminia · 
Sant'Angela Merici · 
Santi Angeli Custodi a Città Giardino · 
Sant'Anselmo all'Aventino · 
Sant'Antonio da Padova all'Esquilino · 
Sant'Antonio da Padova in Via Tuscolana · 
Sant’Antonio di Padova a Circonvallazione Appia · 
Sant'Antonio in Campo Marzio · 
Sant'Apollinare alle Terme Neroniane-Alessandrine · 
Sant'Atanasio · 
Sant'Atanasio a Via Tiburtina · 
Santi Aquila e Priscilla · 
Santa Balbina · 
San Bernardo alle Terme · 
Santi Bonifacio e Alessio · 
San Callisto · 
San Camillo de Lellis · 
San Carlo ai Catinari · 
San Carlo al Corso · 
Basiliek van Santa Cecilia in Trastevere · 
San Cesareo in Palatio · 
Santa Chiara a Vigna Clara · 
San Clemente · 
San Corbiniano · 
Santi Cosma e Damiano in Via Sacra · 
San Crisogono · 
Santa Croce in Gerusalemme · 
Santa Croce in Via Flaminia · 
Sacro Cuore di Cristo Re · 
Sacro Cuore di Gesù · 
Sacro Cuore di Gesù agonizzante a Vitinia · 
Dio Padre Misericordioso · 
Santi XII Apostoli · 
San Domenico di Guzman · 
Santi Domenico e Sisto · 
Sant'Elena fuori Porta Prenestina · 
Sant'Eligio dei Ferrari · 
Sant'Emerenziana a Tor Fiorenza · 
Sant'Eugenio · 
Sant'Eusebio · 
Santi Fabiano e Venanzio a Villa Fiorelli · 
San Felice da Cantalice a Centocelle · 
Santa Francesca Romana · 
San Francesco a Ripa · 
San Francesco di Paola ai Monti · 
Friezenkerk · 
San Frumenzio ai Prati Fiscali · 
Il Gesù · 
Gesù Divino Lavoratore · 
San Giacomo in Augusta · 
San Gioacchino ai Prati di Castello · 
Santi Gioacchino e Anna al Tuscolano · 
San Giovanni a Porta Latina · 
San Giovanni Bosco in via Tuscolana · 
San Giovanni Crisostomo a Monte Sacro Alto · 
San Giovanni dei Fiorentini · 
Santi Giovanni e Paolo · 
Santi Giovanni Evangelista e Petronio · 
San Giovanni Maria Vianney · 
San Girolamo dei Croati · 
San Giuliano Martire · 
San Giustino · 
Gran Madre di Dio · 
San Gregorio Magno al Celio · 
San Gregorio Magno alla Magliana Nuova · 
San Gregorio VII · 
Sant'Ignazio · 
Sint-Jan van Lateranen · 
Sint-Juliaan-der-Vlamingen · 
San Leonardo da Porto Maurizio · 
San Leone I · 
San Liborio · 
San Lorenzo in Damaso ·  
San Lorenzo in Lucina · 
San Lorenzo in Panisperna · 
San Luca a Via Prenestina · 
San Luigi dei Francesi · 
Santuario della Madonna del Divino Amore · 
Madonna dell'Archetto - 
Santi Marcellino e Pietro · 
San Marcello al Corso · 
San Marco · 
Santa Maria ai Monti · 
Santa Maria Ausiliatrice in Via Tuscolana · 
Santa Maria Consolatrice al Tiburtino · 
Santa Maria degli Angeli e dei Martiri · 
Santa Maria dei Miracoli en Santa Maria in Montesanto · 
Santa Maria dell'Anima · 
Santa Maria della Pace · 
Santa Maria della Salute a Primavalle · 
Santa Maria della Scala · 
Santa Maria della Vittoria · 
Santa Maria delle Grazie a Via Trionfale · 
Santa Maria del Popolo · 
Santa Maria del Suffragio · 
Santa Maria di Monserrato · 
Santa Maria Domenica Mazzarello · 
Santa Maria Goretti · 
Santa Maria Immacolata a Grottarossa · 
Santa Maria in Aquiro · 
Santa Maria in Aracoeli · 
Santa Maria in Campitelli · 
Santa Maria in Cappella · 
Santa Maria in Domnica · 
Santa Maria in Transpontina · 
Santa Maria in Trastevere · 
Santa Maria in Trivio · 
Santa Maria in Vallicella · 
Santa Maria in Via · 
Santa Maria in Via Lata · 
Santa Maria Liberatrice a Monte Testaccio · 
Santa Maria Madre della Providenza a Monte Verde · 
Santa Maria Madre del Redentore a Tor Bella Monaca · 
Basiliek van Santa Maria Maggiore · 
Santa Maria Regina degli Apostoli alla Montagnola · 
Santa Maria Regina Mundi a Torre Spaccata · 
Santa Maria sopra Minerva · 
Santa Beata Maria Vergine Addolorata a piazza Buenos Aires · 
San Martino ai Monti · 
Natività di Nostro Signore Gesù Cristo a Via Gallia · 
Santi Nereo e Achilleo · 
San Nicola in Carcere · 
Santissimo Nome di Maria al Foro Traiano · 
Nostra Signora del Sacro Cuore · 
Ognissanti in Via Appia Nuova · 
Sant'Onofrio · 
Sint-Pancratiusbasiliek · 
Pantheon (Rome) · 
San Patrizio ·
Sint-Anna in Lateranen ·
Sint-Paulus buiten de Muren · 
Sint-Pietersbasiliek · 
Santi Pietro e Paolo a Via Ostiense · 
San Pietro in Montorio · 
San Pietro in Vincoli · 
Santa Prassede · 
Preziosissimo Sangue di Nostro Signore Gesù Cristo · 
Santa Prisca · 
Santa Pudenziana · 
Santi Quattro Coronati · 
Santi Quirico e Giulitta · 
Santissimo Redentore e Sant'Alfonso in Via Merulana · 
Santa Sabina · 
San Salvatore in Lauro · 
Sint-Sebastiaan buiten de Muren · 
San Silvestro in Capite · 
Santi Simone e Giuda Taddeo a Torre Angela · 
Sixtijnse Kapel · 
Santa Sofia a Via Boccea · 
Santa Susanna · 
Tempietto van San Pietro in Montorio · 
Santa Teresa al Corso d’Italia · 
Trinità dei Monti · 
Sant’Ugo · 
Beata Vergine Maria del Monte Carmelo a Mostacciano · 
Basilica di San Vitale